# Historia de la República Popular China

Bandera de la República Popular China.

La República Popular China (chino simplificado: 中华人民共和国, chino tradicional: 中華人民共和國, pinyin: Zhōnghuá Rénmín Gònghéguó) es la república que actualmente ejerce la soberanía sobre la China continental y los territorios de Hong Kong y Macao. La República Popular fue proclamada en 1949, cuando las fuerzas del Partido Comunista de China, bajo el liderazgo de Mao Zedong (también escrito Mao Tse Tung), se impusieron al ejército de la República de China, el antiguo régimen chino, que desde entonces se ha mantenido en la isla de Taiwán, que estaba bajo el gobierno de la República de China desde 1949. Han actuado como líder supremo del país Mao Zedong (1949-1976), Deng Xiaoping (1978-1989), Jiang Zemin (1989-2002), Hu Jintao (2002-2012) y Xi Jinping (2012 hasta el presente), mientras que Hua Guofeng actuó brevemente como el líder del país durante un período de transición (1976-1978).
La historia de la República Popular China puede dividirse en dos etapas claramente diferenciadas. La primera estuvo dominada por la figura de Mao Zedong, que defendió una visión revolucionaria del comunismo en la que todos los aspectos de la sociedad, la cultura, la economía y la política debían estar al servicio de la causa ideológica. Las políticas radicales de Mao llevaron a momentos de crisis en los que otros dirigentes del Partido cuestionarían su autoridad, intentando apartar a Mao de las labores de gobierno, momentos en los que Mao reaccionó lanzando intensas campañas de reafirmación ideológica. Entre esas campañas merecen especial mención el Gran Salto Adelante y la Revolución Cultural, cuyos efectos sobre la sociedad china se dejarían sentir durante mucho tiempo. Tras la muerte de Mao en 1976, su sucesor Hua Guofeng acabará cediendo el poder a Deng Xiaoping, líder pragmático que pondrá fin a las políticas revolucionarias y, manteniendo el carácter centralista y autoritario del Estado, pondrá en marcha una serie de reformas que iniciarían un proceso de intenso crecimiento económico.
A finales de los años 1980, la creciente libertad de expresión hizo que empezaran a surgir voces críticas con el régimen, que culminarían en las protestas masivas de 1989. El 4 de junio de ese año, las protestas de la Plaza de Tian'anmen en Pekín fueron sofocadas mediante la intervención del Ejército. Los incidentes de 1989, en los que perdieron la vida cientos de personas, provocaron a un cambio en la cúpula de poder de la República Popular. Deng Xiaoping apartó a los dirigentes reformistas como el secretario general del Partido Zhao Ziyang y favoreció al primer ministro Li Peng y, muy en especial, al entonces alcalde de Shanghái Jiang Zemin, que se convertiría en su sucesor. Tras dos años de incertidumbre y de aislamiento internacional, Deng Xiaoping tomó una de las decisiones más importantes en la historia reciente de China al intensificar el proceso de reformas económicas. Así, el Estado dominado por el Partido Comunista pasó durante los años 1990 a adoptar políticas económicas capitalistas combinadas con un fuerte autoritarismo político. Este modelo de desarrollo sería continuado por Jiang Zemin y por el sucesor de éste, Hu Jintao y el actual presidente de la República Popular China, Xi Jinping.

## La era de Mao Zedong (1949-1976)

### Proclamación de la República Popular

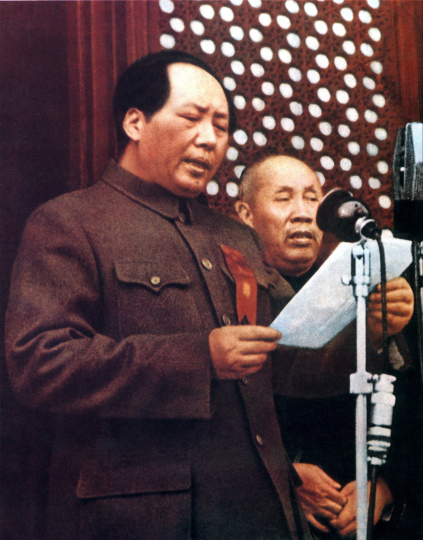
Mao Zedong proclama la creación de la República Popular China el 1 de octubre de 1949.

El 1 de octubre de 1949, en las postrimerías de la guerra civil china, cuando los nacionalistas del Kuomintang ya sólo controlaban algunas ciudades en el sur, el líder del Partido Comunista de China Mao Zedong proclama la República Popular China desde la Puerta de Tiananmén de la Ciudad Prohibida de Pekín. En diciembre de ese año, el líder nacionalista Chiang Kai-shek abandonó Chengdu, la última ciudad del continente en poder de los nacionalistas, que se refugiarían en la isla de Taiwán.
La llegada al poder de los comunistas puso fin a décadas de guerras y conflictos. El nuevo Gobierno de la República Popular hubo de asumir una costosa y difícil tarea de reconstrucción nacional.
La estructura del nuevo Estado había sido decidida durante la Conferencia Consultiva Política Popular convocada por Mao el 12 de septiembre de aquel año. Además de la ley orgánica que establecía los poderes del Estado, durante la conferencia se redactó un Programa Común, que enumeraba una serie de objetivos inmediatos, y se decidió la adopción de la nueva bandera del país, roja con una gran estrella amarilla en representación del Partido Comunista, en torno a la cual se sitúan otras cuatro estrellas más pequeñas, que simbolizan la unión de las cuatro clases sociales: los campesinos, los trabajadores, la pequeña burguesía y la gran burguesía urbana.
El nuevo Estado quedaba bajo el control total del Partido Comunista a través de sus organizaciones regionales, coordinadas por un Comité Central que en aquel momento contaba con cuarenta y cuatro miembros. De estos, catorce miembros formaban el Buró Político, encabezado por los cinco miembros del Comité Permanente, en quienes recaía la máxima responsabilidad de poder. Los cinco miembros iniciales del Comité Permanente, los auténticos hombres fuertes del nuevo régimen, fueron Mao Zedong, Liu Shaoqi, Zhou Enlai, Zhu De y Chen Yun.
La estabilidad del nuevo régimen se basaba en su potencia militar. Las fuerzas armadas del nuevo Estado, el Ejército Popular de Liberación, garantizaban la supremacía del Partido. El territorio chino quedó dividido en seis regiones militares desde las que algunos de los dirigentes más influyentes del Partido, como Gao Gang o Peng Dehuai, controlaban la política regional.
Una de las principales prioridades del nuevo Gobierno sería la reconstrucción económica. Para ello, China buscó la colaboración de la Unión Soviética, el único aliado poderoso con el que podía contar. Mao Zedong visitó Moscú en diciembre de 1949, donde se entrevistó con el líder soviético Stalin. La Unión Soviética ofreció a China diversos programas de cooperación económica y tecnológica, así como préstamos, para afrontar la industrialización del país.
Una de las principales políticas acometidas desde un principio fue la reforma agraria, que supuso la redistribución de tierras confiscadas a los mayores terratenientes. También se acometieron reformas sociales, como la nueva ley del matrimonio, que daba mayores derechos a las mujeres. Asimismo, se llevaron a cabo planes de erradicación de la prostitución y de la adicción al opio.
Junto a las reformas sociales y económicas, la otra prioridad nacional para los comunistas era el restablecimiento de la integridad territorial china. La isla de Hainan fue ocupada por el Ejército Popular de Liberación en abril de 1950, mientras que el Tíbet, independiente de facto desde la caída de la dinastía Qing, fue ocupado en octubre de 1950.
Sin embargo, Mao Zedong habría de ceder ante las presiones de Stalin para reconocer la independencia de la República Popular de Mongolia, conocida en China como Mongolia Exterior, y que había sido parte del imperio Qing, la última dinastía china. Con el reconocimiento de la independencia de Mongolia, el único territorio reivindicado por la República Popular que quedaba fuera del control de esta era la isla de Taiwán, refugio del Gobierno nacionalista de Chiang Kai-shek. Mao Zedong confiaba en poder invadir la isla antes del final de 1950. Los planes de invasión serían sin embargo, frustrados, por la guerra de Corea.
En 1949, el Partido Comunista impulsa una política de alfabetización (sólo el 20 % de la población podía leer en 1949, comparado con el 80 % treinta años después).

### La guerra de Corea

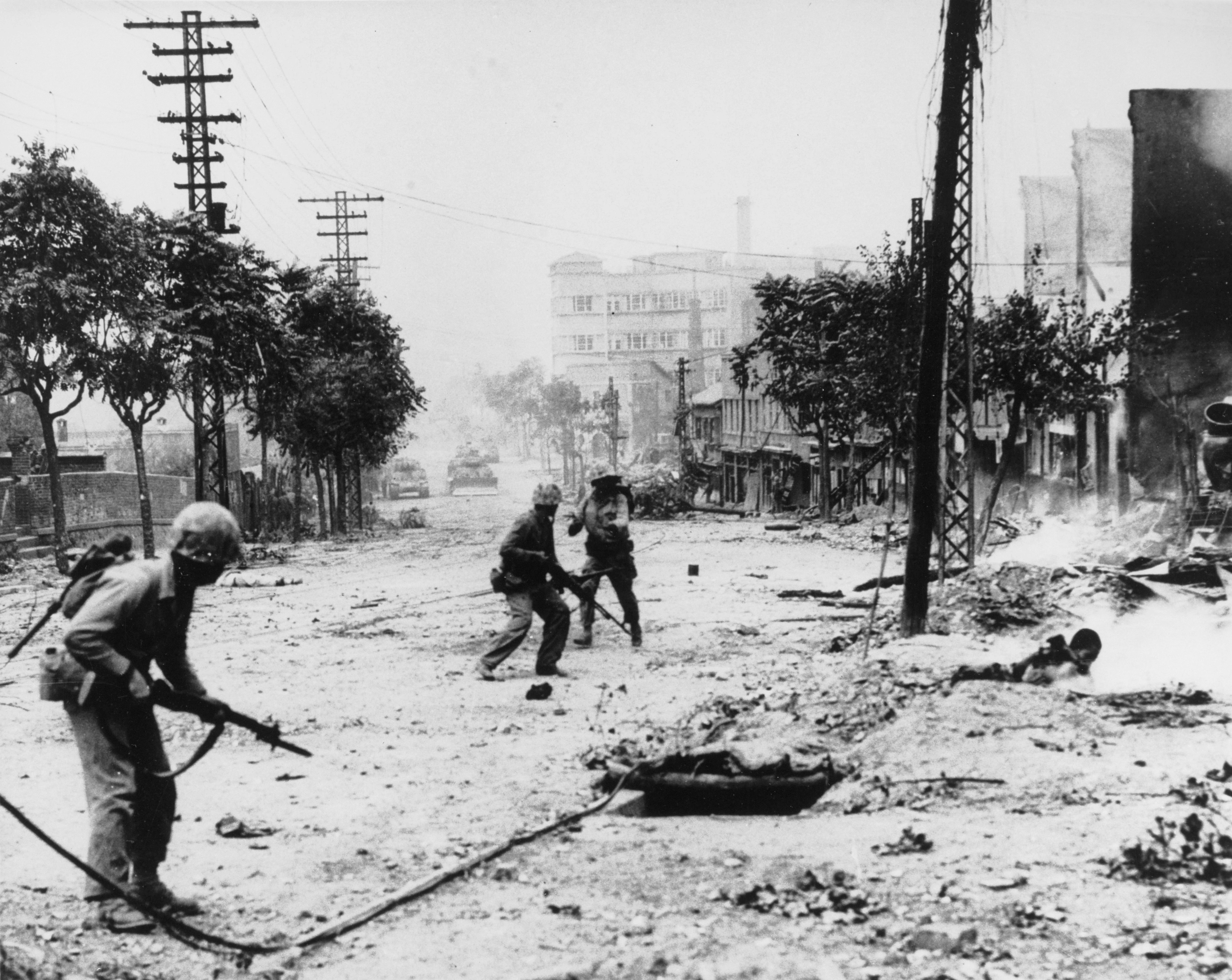
Marines estadounidenses combatiendo en Seúl (sept. 1950).

El 25 de junio de 1950, las tropas norcoreanas cruzaban el paralelo 38 e invadían Corea del Sur. Las Naciones Unidas aprobaron una resolución por la que se autorizaba el envío de una fuerza multinacional para repeler la invasión norcoreana. Paradójicamente, esa resolución pudo aprobarse gracias al boicot soviético a las Naciones Unidas, motivado precisamente por la presencia de la República de China (Taiwán) en ese organismo.
Bajo la bandera de las Naciones Unidas, una fuerza multinacional de numerosos países, con mayoría de tropas de los Estados Unidos, intervino en la guerra de Corea en apoyo del régimen del sur. El presidente de los Estados Unidos Harry S. Truman, inquieto ante la posibilidad de una expansión comunista en Asia Oriental, ordenó a la Séptima Flota de la Marina que se situara en el estrecho de Taiwán para impedir la temida invasión del Ejército Popular de Liberación. La presencia estadounidense en el estrecho hacía inviables los planes de invasión del Gobierno de Pekín.
Aunque la República Popular China se mantuvo neutral al principio de la guerra, la entrada de la fuerza multinacional en Corea del Norte llevó a Mao, alentado por Peng Dehuai y Gao Gang, a ordenar la intervención china en apoyo del régimen norcoreano. La entrada en el conflicto del Ejército Popular de Liberación, comandado por Peng Dehuai, repelió el avance de las fuerzas lideradas por los Estados Unidos.
La guerra finalizaría con la tregua firmada en julio de 1953. La situación volvía a ser prácticamente idéntica a la anterior al comienzo del conflicto, y China lograba así salvar al régimen norcoreano. El precio en vidas humanas fue altísimo para China. Aunque no se conocen las cifras exactas, se estima que cerca de un millón de soldados chinos (oficialmente "voluntarios") perdieron la vida en Corea, entre ellos el propio hijo mayor de Mao Zedong, Mao Anying.
La guerra de Corea marcaría el desarrollo posterior del nuevo régimen chino. Por un lado, la presencia estadounidense en el estrecho de Taiwán confirmaba la separación política entre la China continental y Taiwán. Además, la República Popular se distanciaba de los Estados Unidos y los países occidentales, al tiempo que se reforzaba la relación con la Unión Soviética. La movilización bélica sirvió también para impulsar el espíritu revolucionario característico de la ideología maoísta, que tendría su expresión en las frecuentes campañas masivas de movilización social. Estas campañas recurrían a carteles propagandísticos y lemas sencillos para inculcar en la población el espíritu de sacrificio necesario para alcanzar los objetivos políticos fijados por el régimen. Así, al movimiento de apoyo a la guerra en Corea se le llamó la campaña de "Resistir a Estados Unidos y ayudar a Corea". Durante la misma, además del apoyo militar al régimen de Corea del Norte, se persiguió a numerosos ciudadanos extranjeros instalados en China, acusados por lo general de espionaje. Esta persecución de extranjeros, en particular occidentales, que abandonarían el país, sería una manifestación más del aislacionismo internacional del nuevo régimen.

### Transformación al socialismo

#### Las campañas de masas
Durante la guerra de Corea, tendrían lugar otras tres campañas de masas. Para 1953, la reforma agraria de China se había completado, pero un total de al menos un millón de propietarios habían sido asesinados. La reforma no se realizó de manera pacífica, como lo alentó Mao Zedong. Al mismo tiempo, en 1951, se lanza la "Campaña para suprimir contrarrevolucionarios", en la que se perseguiría a pequeños empresarios y propietarios de tierras acusados de no colaborar con el Partido Comunista. A finales de ese mismo año, otra campaña de masas, el Movimiento de los Tres Anti (anticorrupción, antidespilfarro y antiburocracia), orientada a los cuadros del Partido, se extendía a todo el país, después de haber sido lanzada en Manchuria bajo la supervisión de Gao Gang, el dirigente militar de la región. Esta campaña se vio complementada por el Movimiento de los Cinco Anti, dirigida a la burguesía urbana, que pretendía erradicar los sobornos, la evasión fiscal, el robo de la propiedad estatal, el incumplimiento de contratos y la revelación de secretos económicos del Estado. En 1955, lanzó el "Movimiento Sufan", dirigido a los contrarrevolucionarios, como los intelectuales no comunistas.
Como resultado de estas campañas, el Partido Comunista extendería su control sobre los medios productivos y, de manera mucho más significativa, sobre la propia población, que había visto la contundencia de las acciones contra aquellos que eran calificados de enemigos del pueblo. Estos métodos de propaganda y adoctrinamiento ideológico volverían a ser utilizados en otras campañas.

#### El Primer Plan Quinquenal

Mao Zedong en la 1era Asamblea Popular Nacional de China para la primera Constitución de la República Popular China (1954).

Tras el final de la guerra de Corea, la colaboración con la Unión Soviética se vio muy reforzada, y los dirigentes de la República Popular China decidieron apostar por el modelo soviético de desarrollo. Este modelo se basaba en la economía planificada, centrada en la industria pesada y en la producción agrícola. Como en la Unión Soviética, se decidió aplicar un plan quinquenal que establecía objetivos de crecimiento en la producción agrícola e industrial para los cinco años siguientes. Aunque el periodo abarcado por el plan comprendía los años entre 1953 y 1957, la inexperiencia y la falta de conocimientos técnicos de los altos cargos de gobierno chinos y de los cuadros del Partido retrasarían el inicio del mismo hasta febrero de 1955.
A pesar de todas las dificultades, la colaboración soviética y la estabilidad política permitieron a China lograr un alto crecimiento económico durante estos años. Esto no detuvo, sin embargo, las convulsiones políticas propias de la época maoísta, que se sucederían sin pausa durante este periodo. Así, en 1954, se producía la primera purga en el seno del propio Partido. Los hasta entonces poderosos militares Gao Gang, responsable de la región militar de Manchuria, y Rao Shushi, primer secretario del Partido en la región de China Oriental, eran apartados de sus cargos tras haber criticado las políticas de Zhou Enlai y Liu Shaoqi, quienes llevaban el día a día de las tareas de gobierno. Esta primera lucha por el poder acabaría con el suicidio de Gao Gang y el encarcelamiento de Rao Shushi. Además, la crisis hacía ver cómo los amplios poderes de los dirigentes de las regiones militares, como Gao y Rao, podían suponer una amenaza para la autoridad del poder central. Por ello, con el fin de reforzar la autoridad central, ese mismo año se abolían las seis regiones militares, y se reestructuraba la división administrativa del país. Bajo el mando del poder central, China quedaba dividida en veintidós provincias (veintitrés con Taiwán), cinco regiones autónomas vinculadas a minorías étnicas, y dos municipalidades, Pekín y Shanghái, administradas directamente por el Gobierno central, división que se ha mantenido hasta la actualidad con ligeras variaciones (la isla de Hainan, entonces parte de Cantón, es actualmente una provincia, y Tianjin y Chongqing, entonces en Hebei y Sichuan respectivamente, son ahora municipalidades bajo administración directa del Gobierno central).
Durante el Primer Plan Quinquenal, se introdujo también el sistema de cooperativas en el mundo rural, mediante el cual extensiones de cultivos hasta entonces divididas en pequeñas parcelas privadas pasaban a estar agrupadas para compartir recursos. Las cooperativas tuvieron también un éxito significativo. Sin embargo, el sistema despertaría la inquietud del Gobierno central, ya que permitía a los campesinos mantener la propiedad privada de sus parcelas e incluso disponer de una pequeña parte de la producción. El recelo ante la difusión de prácticas capitalistas que, de acuerdo con la ideología oficial, debían ser erradicadas, daría lugar a formas mucho más radicales de colectivización agraria en los años siguientes.
En 1956, durante el XX Congreso del Partido Comunista de la Unión Soviética en Moscú, al que asistieron el secretario general del partido Deng Xiaoping y el miembro del Comité Permanente del Buró Político Zhu De, el nuevo líder soviético Nikita Jrushchov atacó las políticas del ya fallecido Stalin y anunció la introducción de cambios en la manera de gobernar la Unión Soviética. Los ataques a la memoria de Stalin y el cambio de rumbo anunciado en la política soviética sembraron el desconcierto entre los dirigentes comunistas chinos, que se debatían en dudas respecto al camino que debía seguir el régimen chino.

#### Movimiento Antiderechista
Tras siete años de régimen comunista, comenzaban a producirse desavenencias entre los dirigentes del Partido y, de manera discreta, se empezaban a oír voces discordantes con la línea de actuación del Partido Comunista. El primer ministro Zhou Enlai se mostró partidario de permitir una mayor libertad de expresión a los intelectuales para que se pudieran formular críticas constructivas a la gestión del Partido, las cuales permitirían conocer mejor las inquietudes y los deseos del conjunto de la sociedad.
Sería el propio Mao Zedong el que impulsaría un breve periodo de mayor libertad de expresión que se conoció con el nombre de Movimiento de las Cien Flores. El 2 de mayo de 1956, en un discurso privado ante militantes del partido, Mao citó el famoso poema "que cien flores florezcan; que cien escuelas de pensamiento pugnen entre sí" (百花齐放，百家争鸣 / 百花齊放，百家爭鳴 / bài huā qífàng, bǎi jiā zhēngmíng), que daría nombre al movimiento. De esta manera, Mao invitaba a los intelectuales del país a que expresaran libremente sus opiniones. Aunque algunos historiadores, especialmente en Occidente, han querido ver una intención maliciosa en el movimiento, que habría sido una maniobra para desenmascarar a quienes tenían opiniones críticas, lo más probable es que la intención fuera efectivamente aprovechar las críticas constructivas de los intelectuales para adaptar la estrategia de gobierno a las necesidades de la sociedad.
Sin embargo, el Movimiento de las Cien Flores sería muy breve. En contra de lo que esperaban Mao y los demás dirigentes del Partido, confiados en que la estabilidad y los logros económicos y sociales en los primeros años del régimen hacían a este realmente popular, las críticas fueron subiendo de tono y se llegaron incluso a pronunciar declaraciones abiertamente anticomunistas. Viendo que la situación había desembocado en críticas al Partido e incluso a su persona, Mao dio un giro de política y lanzó el Movimiento Antiderechista, una de las más violentas campañas maoístas, durante la cual numerosos críticos del régimen, que se habían atrevido a criticar al partido y a Mao, fueron torturados y ejecutados. De esa forma trágica, terminaba el corto experimento con la libertad de expresión y se endurecía la censura y el control de la información.
En el ámbito de la política cultural, en 1956 un comité formado para estudiar la reforma de la escritura china publicaba la primera lista de caracteres simplificados e introducía el sistema de romanización hanyu pinyin, que algunos pretendían que llegara a suplantar a los caracteres chinos como sistema de escritura convencional del chino. La intención de estas reformas era facilitar la alfabetización de la población.
Junto a estos profundos cambios sociales y culturales que vivía el país en los años 1950, la economía continuaba creciendo. El éxito del Primer Plan Quinquenal llevó al Gobierno a diseñar un segundo plan quinquenal mucho más ambicioso para el periodo comprendido entre los años 1958 y 1962. Sin embargo, Mao Zedong pensaba que se podía ir aún más lejos en los objetivos, e hizo un llamamiento a la movilización total de la población con el fin de aumentar la producción industrial. Esta nueva campaña, conocida como el Gran Salto Adelante, sería el mayor fracaso económico de la época maoísta.

### El Gran Salto Adelante y secuelas

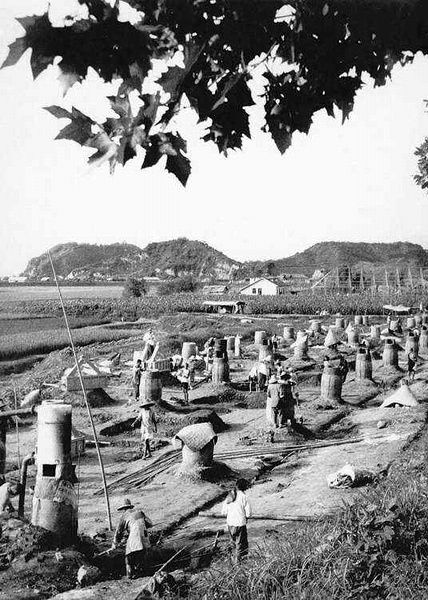
Producción de acero durante el Gran Salto Adelante.

A pesar del destacado crecimiento económico logrado durante el transcurso del Primer Plan Quinquenal, en 1957 se empezaban a percibir problemas en el modelo soviético de desarrollo. Por un lado, las fuertes inversiones en tecnología para desarrollar la industria pesada habían requerido cuantiosos préstamos de la Unión Soviética que China tenía que devolver con intereses. Esto suponía un endeudamiento creciente para las arcas del Estado, al servicio de la Unión Soviética, que proporcionaba asistencia técnica en forma de maquinaria y de expertos técnicos establecidos en China a un precio que los dirigentes chinos consideraban demasiado alto. En este sentido, las difíciles relaciones entre el comunismo chino y el soviético comenzaban ya a mostrar fisuras cada vez mayores, que culminarían años más tarde en un conflicto abierto.
Además, el aumento de la producción industrial se había conseguido también gracias a la reconversión de muchos campesinos como obreros en las nuevas fábricas. La consiguiente disminución de la población dedicada a la agricultura amenazaba con provocar un descenso de la producción agrícola. La República Popular se enfrentaba así a numerosos retos. No resultaba fácil encontrar una solución que permitiera seguir impulsando el desarrollo industrial a la vez que se aseguraba el suministro de alimentos para la población.
Mao pensaba que la solución a estos problemas se encontraba en el espíritu revolucionario, que hacía posible que las masas aunaran esfuerzos al servicio de los objetivos marcados por el Partido. En esta visión de Mao se reflejaba una vez más su ideología personal, que defendía la "revolución continua" como herramienta de progreso y de transformación social. Según Mao, nunca se debía permitir que flaqueara el espíritu revolucionario. Eran precisamente los momentos de debilidad o de autocomplacencia los que permitían que reaparecieran los fantasmas del capitalismo. Frente a cualquier desviación de la ortodoxia ideológica, el Partido y las masas debían estar siempre alertas y mantener las movilizaciones y el fervor revolucionario que permitían poner el capital humano del país al servicio del bien común para avanzar hacia el ideal del comunismo.
Esta visión de las masas como motor del desarrollo fue expresada por Mao en un documento interno que circuló entre los líderes del Partido Comunista a principios de 1958. En dicho documento, Mao afirmaba que tras las diversas revoluciones sociales y económicas que se habían desarrollado desde la fundación de la República Popular, llegaba ahora el turno de una gran revolución tecnológica, en la que el esfuerzo de la población debía dedicarse al incremento de la producción agrícola e industrial. De esta manera, China podría incluso superar las cifras de producción industrial del Reino Unido en unos quince años.
Así, durante el año 1958 se movilizó a la población china para acometer los gigantescos retos de desarrollo industrial señalados por Mao. A esta nueva campaña de masas, de alcance mucho más amplio que las anteriores, se la llamó "el Gran Salto Adelante".
Dado que muchos hombres del medio rural tuvieron que abandonar sus labores en el campo, el crecimiento de la producción agrícola debía basarse en un mejor aprovechamiento de los recursos existentes. La manera de conseguir esto fue la creación del sistema de "comuna populares", que reemplazaron a las cooperativas creadas unos años antes. Las 740.000 cooperativas existentes en el campo chino se convirtieron en tan solo 26 000 comunas, mediante la fusión de decenas de cooperativas. Uno de los objetivos de la creación de las comunas era la incorporación de la mujer al trabajo intensivo en el campo, para reemplazar a los hombres que habían sido enviados a trabajar en fábricas y en proyectos de infraestructuras. Las comunas proporcionaban servicios de guardería para cuidar a los niños, así como enormes comedores populares que liberaban a las mujeres de las tareas domésticas para que se pudieran dedicar al trabajo en el campo.
El Gran Salto Adelante tendría así profundos efectos sociales, al separar a numerosas familias, alterando el modo de vida tradicional del medio rural.
Las consecuencias de este ambicioso proyecto fueron nefastas. Las expectativas de crecimiento irreales hacían que los cuadros del Partido tuvieran que falsear las cifras oficiales para no perder sus puestos. Además, el empeño en aumentar la producción de acero como símbolo del desarrollo llevó a una disparatada exigencia de que las propias familias fundieran sus objetos y utensilios domésticos para producir más acero. El acero producido era en muchos casos de ínfima calidad e imposible de utilizar con fines industriales. Todo esto ocurría en el marco de una ausencia de política económica que evaluara cuáles eran realmente las posibilidades de utilizar o de vender ese acero. Así, en contra de los principios más básicos de la economía, la producción se había convertido en un fin en sí misma, disociada de las necesidades del mercado. Al desastre económico en la política industrial se unió el fracaso del proyecto de las comunas para el mundo rural. El enorme tamaño de las comunas, en las que no se permitía ningún tipo de explotación privada, diluía las responsabilidades y eliminaba la motivación de los hombres y mujeres que quedaban en el campo. A los propios defectos del sistema se sumó la mala fortuna de los desastres naturales, sequía e inundaciones, que afectaron a China en aquel año.

Gran hambruna china (1959-1961).

Aunque a finales de 1958 ya algunos dirigentes habían visto el fracaso del proyecto y se desmantelaron muchas de las comunas, volviéndose en muchos lugares al modelo anterior de cooperativas, el daño ya estaba hecho. La marcha atrás emprendida por el gobierno no pudo evitar que la interrupción de los modos de vida y de trabajo tradicionales en el campo se tradujeran en un descenso de la producción agrícola entre 1958 y 1962, que provocó una gran hambruna en numerosos lugares de China. Aunque hay muchas discrepancias en los estudios, debido a la poca fiabilidad de los datos de nacimientos y defunciones de la época, se suelen estimar en alrededor de 30 millones las muertes debidas a la hambruna.
El efecto del Gran Salto Adelante fue el descontento de la mayor parte de dirigentes del Partido con las políticas radicales de Mao. La cancelación del Gran Salto se decidió en la reunión del Comité Permanente del Buró político celebrada en Wuhan en diciembre de 1958. En aquella reunión, Mao abandonó la jefatura del Estado, que pasó a Liu Shaoqi, nombrado Presidente de la República Popular. Mao, sin embargo, conservaba su puesto de Presidente del Partido y, como referente ideológico máximo, apenas fue objeto de críticas.

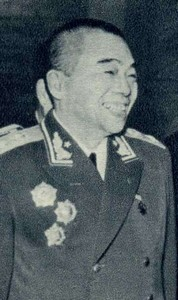
Peng Dehuai (1958)

Uno de los pocos dirigentes que se atrevió a criticar a Mao fue el ministro de defensa Peng Dehuai, el héroe de la guerra de Corea, quien, amparado en su enorme influencia y prestigio, no tuvo ningún reparo en atacar abiertamente las políticas de Mao. Sin embargo, estas críticas de Peng Dehuai a la gestión de Mao, formuladas en julio de 1959 en el transcurso de una reunión de dirigentes del Partido en Lushan, en la provincia de Jiangxi, motivaron una furiosa respuesta de Mao, que acusó a Peng Dehuai de oportunista y de servir a los intereses de la Unión Soviética. Peng Dehuai fue destituido de sus cargos y Mao, aunque apartado de la gestión del Gobierno, demostraba una vez más su autoridad total en el seno del Partido.
Las críticas de Mao a Peng Dehuai como esbirro de los intereses soviéticos ponían a su vez de relieve el deterioro de las relaciones entre los dos países. El líder soviético Jrushchov se había mostrado crítico con el Gran Salto Adelante y con las operaciones militares de la República Popular, que había sometido a bombardeos las islas de Matsu y Quemoy, controladas por el régimen del Kuomintang en Taiwán. La tensión entre los dos grandes regímenes comunistas no paraba de crecer y desembocaría en un conflicto abierto durante los años 1960.
El final del Gran Salto Adelante sería uno de los momentos más difíciles de la joven República Popular. En 1958, estalló el Incidente de Xunhua, que resultó en una masacre. A la hambruna y al creciente aislamiento internacional se les sumaron otros conflictos en los que se vio involucrada, como la guerra fronteriza con India en 1959, en la que los soviéticos apoyaron a India, y la insurrección armada en el Tíbet (1959), que hizo intervenir al Ejército Popular de Liberación en una acción que provocaría numerosos muertos y la huida a India del dalái lama, líder espiritual tibetano.  Por otro lado, Mao lanzó el programa "Dos bombas, un satélite" en 1958. Con la ayuda de la Unión Soviética y numerosos científicos líderes que regresaron a China continental desde el extranjero (incluidos Qian Xuesen, Deng Jiaxian y Qian Sanqiang), la primera bomba atómica, misil nuclear, bomba de hidrógeno y satélite artificial de China se desarrollaron con éxito en 1970. Sin embargo, el programa se había visto seriamente afectado por el Gran Salto Adelante y la Revolución Cultural. 
Frente a todos estos problemas, los hombres que llevaban las riendas de la política del Estado, en especial Liu Shaoqi y Deng Xiaoping, intentaban reactivar el crecimiento económico. Esto fue particularmente cierto después de la "Conferencia de los 7000 cuadros" a principios de 1962. En 1963, Mao lanzó el "Movimiento de Educación Socialista". Mao Zedong, sin embargo, no parecía contento con el papel marginal al que había sido relegado y, apoyado en su fiel seguidor Lin Biao, lanzó una nueva campaña de movilización ideológica con el fin de recuperar el poder: La Gran Revolución Cultural Proletaria.

### La Revolución Cultural

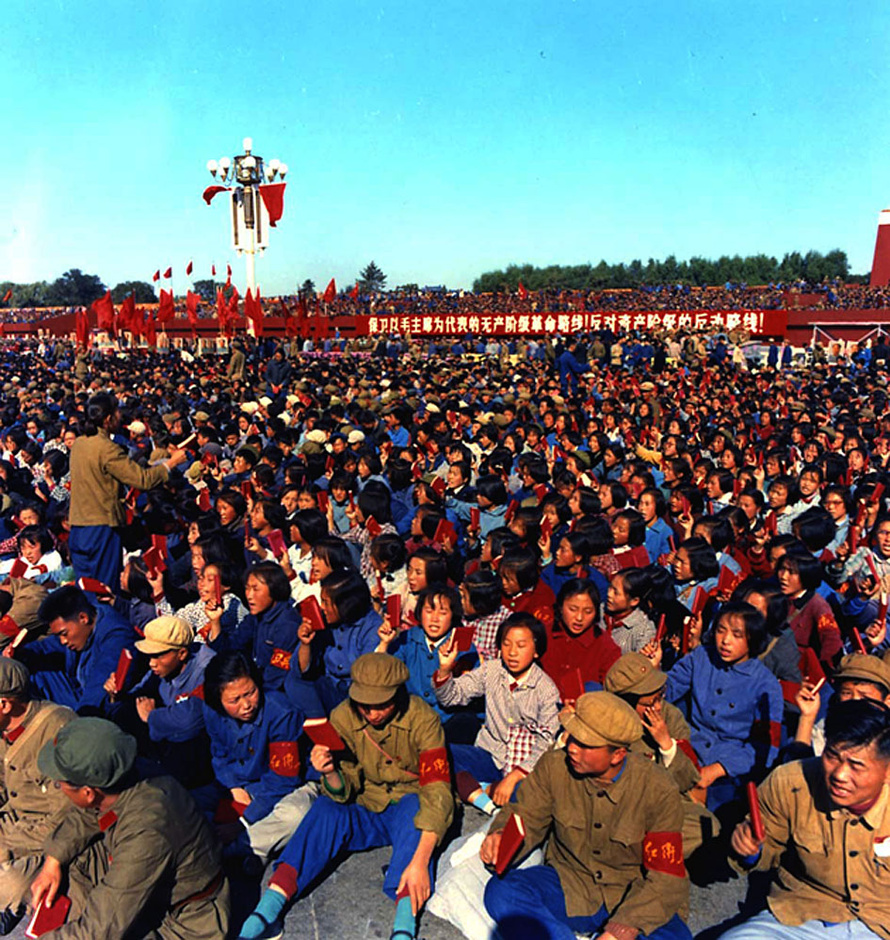
Guardias rojos en 1966

Tras el fracaso del Gran Salto Adelante, eran Liu Shaoqi y Deng Xiaoping quienes se ocupaban del día a día de las tareas de Gobierno, mientras que Mao, apartado del poder político, había asumido un papel de mero referente ideológico. Sin embargo, Mao no parecía haber aceptado de buen grado su paso a una posición simbólica, y ambicionaba retomar el poder político. Este deseo de recuperar un papel central en el gobierno del país llegaría a hacerse realidad gracias sobre todo al apoyo de dos grupos de dirigentes con ambiciones propias. Por un lado se encontraba el Ejército Popular de Liberación, que tras la destitución de Peng Dehuai había pasado a estar dirigido por el militar Lin Biao, leal seguidor de Mao. Por otro lado, la propia esposa de Mao Jiang Qing, que había sido actriz de renombre en su juventud, ejercía una gran influencia sobre la vida cultural de la República Popular, y contaba con aliados en los círculos artísticos y periodísticos.
Las actividades de Lin Biao y de Jiang Qing serían decisivas para lograr el retorno al poder absoluto de Mao en el marco de una intensa campaña de masas que recibió el nombre de Gran Revolución Cultural Proletaria. La gestación de esta campaña tiene su origen en el culto a la personalidad en torno a la figura de Mao Zedong, promovido de manera fundamental por Lin Biao. El propio Lin se encargaría de recopilar los discursos más importantes de Mao en un libro, las Citas del Presidente Mao, que se convertiría en obra de referencia y de lectura obligada para la población en general y, muy en especial, para el Ejército. Además, en el año 1966 los colaboradores de Jiang Qing en Shanghái comenzaban una serie de críticas a miembros del Partido leales a Liu Shaoqi y Deng Xiaoping. Estas críticas acabarían socavando la base de apoyos de estos hasta forzar su salida del poder.
La victoria de los maoístas en esta lucha por el poder estuvo acompañada por una intensa actividad de reafirmación ideológica en la que se acusó a numerosos dirigentes del Partido de actividades contrarrevolucionarias y de tendencias procapitalistas o prosoviéticas. Las purgas en el poder llevaron a la marginación de unos tres millones de miembros del Partido Comunista, destruyendo el entramado organizativo del Partido y del Estado. Junto a los dirigentes afines a la línea de Liu Shaoqi, los intelectuales fueron también víctimas de las purgas de la Revolución Cultural, que condenaron al ostracismo a la mayor parte de los escritores y artistas. Estas purgas serían llevadas a cabo por comités revolucionarios repartidos por todo el país que sustituyeron a las estructuras de poder convencionales del Partido, junto a los guardias rojos, grupos organizados de jóvenes al servicio de la Revolución que se encargaban de velar por la ortodoxia ideológica. Precisamente los guardias rojos serían responsables de los peores excesos de la Revolución Cultural, en forma de actos violentos y de campañas de destrucción de numerosas obras de arte antiguas consideradas vestigios de la sociedad feudal anterior a la liberación socialista. La situación de caos generada por los guardias rojos fue mucho más allá de lo que los dirigentes del Partido, con Mao a la cabeza, habían llegado a prever y, en enero de 1967, este tuvo que ordenar al Ejército que detuviera los desmanes de los guardias rojos. La intervención del Ejército permitió a Lin Biao hacerse con el control del Partido y convertirse en el sucesor de Mao.
Sin embargo, la aparente victoria de Lin Biao sería muy breve. A pesar de que el IX Congreso del Partido confirmó el liderazgo absoluto de Mao y la condición de sucesor de Lin, la adulación extrema de este último provocó el recelo de Mao, que veía en la actitud de Lin un simple interés por hacerse con el poder. Aunque públicamente ambos eran reconocidos como los triunfadores de la Revolución Cultural, en el ámbito privado Mao había retirado ya su confianza a Lin Biao, y este llegaría a promover dos golpes de Estado. Tras ser descubierto el segundo intento golpista, Lin Biao intentó huir a Moscú en un avión que acabaría estrellándose cuando sobrevolaba Mongolia, según la versión oficial, sobre cuya veracidad aún existen dudas (véanse, en la bibliografía, Yao Mingle, 1983, y Uhalley y Jin, 1993).
Si bien el IX Congreso había declarado el final de la Revolución Cultural, Mao afirmaba que la revolución debía ser algo permanente, necesario para mantener la pureza ideológica a salvo de desviaciones capitalistas o revisionistas. De hecho, la radicalización de la vida política china y las luchas por el poder continuarían hasta después de la muerte de Mao. Así, la desaparición de Lin Biao alimentó las ambiciones de poder de la facción encabezada por Jiang Qing, años más tarde conocida como la Banda de los Cuatro, que ocupaba destacadas posiciones en el Gobierno y en el Buró Político. Mientras tanto, la figura más importante del aparato del Estado era el primer ministro Zhou Enlai, que en los últimos años de su vida dirigiría el acercamiento de la República Popular China a los países occidentales y, muy en especial, a los Estados Unidos. De esta manera, a principios de los años 1970, al tiempo que se sucedían los conflictos internos en la lucha por suceder a Mao, China ponía fin a su política de aislamiento e iniciaba una etapa de relaciones diplomáticas y económicas con el Occidente capitalista.

### Relaciones Exteriores

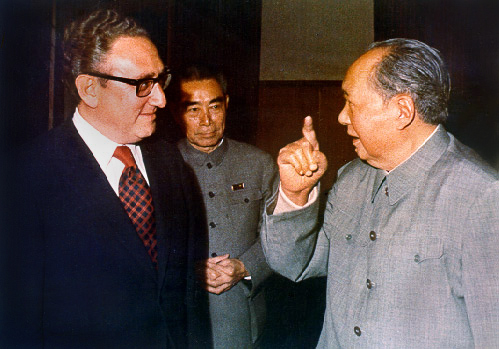
Henry Kissinger (izda.) junto a Mao Zedong (dcha.) y Zhou Enlai (centro) en Pekín en julio de 1971.

Mientras que la primera década de la República Popular había estado marcada por la estrecha colaboración con la Unión Soviética, la segunda década se caracterizó por el aislamiento internacional del régimen comunista chino, enfrentado tanto al bloque soviético como a los países occidentales, los cuales, en la mayoría de los casos, continuaban reconociendo al régimen de Taiwán como gobierno legítimo de China. 
El deterioro de las relaciones entre la República Popular y la Unión Soviética se haría mucho más intenso tras el fracaso del Gran Salto Adelante. En 1960, la Unión Soviética retiraba a todo su personal técnico establecido en China, y cancelaba los proyectos de cooperación entre los dos países. A partir de ese momento, la República Popular se quedaba aún más aislada, sin apoyos en Occidente ni tampoco en el bloque soviético. Albania, el pequeño país europeo que había abandonado el modelo soviético, se convertía en su único aliado. Al enfrentamiento ideológico entre los dos regímenes comunistas habría que añadir durante toda la década de 1960 las disputas territoriales, que llegarían a desembocar en un incidente armado en la frontera de Manchuria en 1969, cuando tropas chinas lanzaron un ataque contra las tropas rusas estacionadas en el islote de Zhenbao (Damanski en ruso), en el río Ussuri, el momento más crítico de las relaciones entre los dos países.
Sin embargo, a lo largo de los años 1970, se produjo un acercamiento entre la República Popular China y el conjunto de los países occidentales y Japón (establecimiento de relaciones diplomáticas formales con Francia (1964), Italia (1970), Reino Unido (1972), Japón (1972), Alemania Occidental (1972) y España (1973)). Las razones de este acercamiento fueron principalmente dos. Por un lado, la República Popular China había llevado a cabo pruebas nucleares con éxito en 1964, y el nuevo estatus de China como potencia nuclear hacía imposible la vieja aspiración del Gobierno nacionalista de Chiang Kai-shek en Taiwán de reconquistar el continente chino. Esto llevó a los países occidentales que aún no reconocían a las autoridades de Pekín a iniciar contactos para entablar relaciones diplomáticas con el régimen comunista. Por otro lado, la intensidad del enfrentamiento entre China y la Unión Soviética, que llegó a amenazar con derivar en una guerra abierta entre ambos, hizo que los países occidentales dejaran de ver a China y a la Unión Soviética como un único bloque monolítico. En el contexto de la Guerra Fría, China había dejado de ser un enemigo para Occidente, y ambos compartían la visión de la Unión Soviética como adversario ideológico.

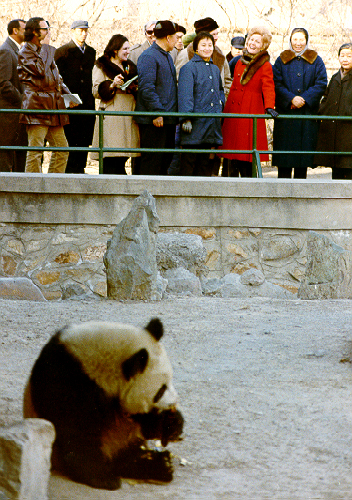
Pat Nixon, esposa de Richard Nixon, viendo pandas en un zoológico chino (1972).

Además, la República Popular China necesitaba abandonar su aislacionismo y, enfrentada al bloque soviético, la mejora de relaciones con Occidente e incluso con Japón se convirtió en una prioridad. El primer ministro Zhou Enlai sería el responsable hasta su muerte en 1976 de esta nueva política exterior aperturista. Esto ocurría al mismo tiempo que se sucedían las luchas por el poder en el seno del Partido y del Estado.
Particularmente compleja fue la negociación entre la República Popular y Estados Unidos para el establecimiento de relaciones diplomáticas entre ambos. Ya en los años 1960, Estados Unidos había asumido que, tarde o temprano, acabaría reconociendo al Gobierno de Pekín en detrimento de las autoridades de Taiwán. En 1971, Estados Unidos levantó su veto a la admisión de la República Popular como miembro de la Organización de las Naciones Unidas, lo cual permitió la entrada de la República Popular a la organización, donde ocupó el asiento correspondiente a China el 25 de octubre de ese año, gracias a la resolución 2758, que transfería el reconocimiento como Gobierno legítimo de toda China a la República Popular. Hasta ese día, el asiento de China, así como la condición de miembro permanente del Consejo de Seguridad, había correspondido a la República de China, el régimen refugiado en Taiwán, que se vio entonces obligado a abandonar la organización. Ese mismo año de 1971, el asesor de seguridad nacional de los Estados Unidos Henry Kissinger viajaba en secreto a Pekín, donde se reunía con Mao Zedong y Zhou Enlai para discutir el reconocimiento diplomático estadounidense y la futura visita a Pekín del presidente Richard Nixon, acontecimiento histórico que se produciría dos años después, en 1973. Los problemas de política interior estadounidense, como el Watergate, y la dificultad de encontrar una solución que permitiera a Estados Unidos mantener sus relaciones privilegiadas con Taiwán, retrasaría el establecimiento de relaciones diplomáticas entre los dos países hasta el 1 de enero de 1979, bajo la presidencia de Jimmy Carter.

### Desastres
| Año       | Desastre                    | Ubicación | Número de muertes | Descripciones |
| --------- | --------------------------- | --------- | ----------------- | --- |
| 1950      | Terremoto de Assam          | Tíbet     | 4,000             | Y, más de 1000 murieron en la India. |
| 1954      | Inundaciones de Yangtze     | Yangtsé   | 33,000            | |
| 1959-1961 | Gran hambruna china         | Nacional  | 15-55 millones    | Principalmente causado por el Gran Salto Adelante. |
| 1966      | Terremoto de Xingtai        | Hebei     | 8,064             | 6.8 Mw. |
| 1970      | Terremoto de Tonghai        | Yunnan    | >10,000           | 7.1 Mw. |
| 1975      | Terremoto de Haicheng       | Liaoning  | 1,328             | 7.5 Ms. Algunos dijeron que el número de muertos fue de 2,041. |
| 1975      | Colapso de la presa Banqiao | Henan     | 85,600-240,000    | 62 represas, incluida la presa de Banqiao, colapsaron debido al Tifón Nina de 1975; según el gobierno chino, el número de muertos fue de 26,000. El colapso de la presa de Banqiao fue calificado como No.1 en "Las 10 catástrofes tecnológicas principales (The Ultimate 10 Technological Disasters)" del mundo por Discovery Channel en mayo de 2005 (the Ultimate 10) , superando el desastre nuclear de Chernobyl. La mayoría de las represas que colapsaron en este desastre se construyeron con la ayuda de expertos de la Unión Soviética o durante el Gran Salto Adelante. |
| 1976      | Terremoto de Tangshan       | Hebei     | 242,769           | |

### Controversias
En la era de Mao, decenas de millones de personas murieron en varios movimientos políticos y en la gran hambruna china, mientras que decenas de millones de personas fueron perseguidas y quedaron paralizadas permanentemente. China se convirtió en un país de unipartidismo después del Movimiento antiderechista en 1957, en el cual la democracia y el imperio de la ley fueron dañados y al menos 550,000 intelectuales y disidentes políticos fueron perseguidos. Posteriormente, la Revolución Cultural dañó severamente el estado de derecho, así como la cultura tradicional china y los valores morales; Las masacres tuvieron lugar en todo el país, mientras que también se produjo el canibalismo masivo. La educación superior se detuvo durante la Revolución Cultural, mientras que las investigaciones científicas se vieron seriamente afectadas, ya que muchos científicos fueron perseguidos, asesinados o cometieron suicidios. Mao y el Partido Comunista de China (PCCh) también exportaron la ideología del socialismo y la revolución socialista a otras partes del mundo, especialmente al sudeste asiático. Bajo el apoyo de Mao y PCCh, Pol Pot y Jemeres rojos llevaron a cabo el genocidio camboyano que mató a 1,5-2 millones de personas en solo tres años.
Por otro lado, los partidarios de la era maoísta afirman que bajo Mao, la unidad y la soberanía de China estaban aseguradas por primera vez en un siglo, y que había desarrollo de infraestructura, industria, salud, educación (solo el 20% de la población podía leer en 1949, en comparación con el 65.5% treinta años después). Los partidarios a menudo también dudan de las estadísticas dadas sobre el número de víctimas mortales u otros daños causados por las campañas de Mao, atribuyendo el alto número de muertes a desastres naturales, hambruna u otras consecuencias del caos político durante el gobierno de Chiang Kai-shek.

## La etapa de transición (1976-1978)

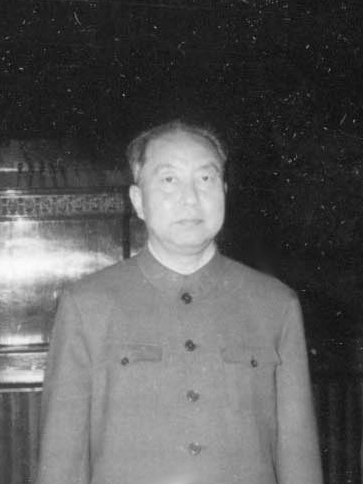
Hua Guofeng

La muerte de Mao Zedong el 9 de septiembre de 1976 marcaba el final de una época y abría una incierta lucha por el poder. Otros dos de los principales dirigentes del Partido Comunista, Zhou Enlai y Zhu De, morían también en 1976. El traspaso de poder a una nueva generación de líderes vendría acompañado de intensos conflictos políticos y sociales a lo largo de todo el año. La muerte de Zhou Enlai, acaecida en enero, había provocado actos de duelo que culminarían en la protesta popular del 5 de abril, conocida como el Incidente de Tian'anmen de 1976. Con motivo de la festividad tradicional de Qingming, fiesta de los difuntos, miles de personas se habían estado congregando diariamente en la plaza de Tian'anmen para rendir homenaje al fallecido primer ministro, dedicándole poemas y depositando coronas de flores junto al Monumento a los Mártires de la Revolución, en el centro de la emblemática plaza pekinesa. El creciente número de ciudadanos que participaba en estos actos de duelo, que muchos veían como una muestra de apoyo a Deng Xiaoping, llevaría finalmente a la policía a acordonar la plaza y retirar las coronas. La intervención policial provocaría una protesta masiva el 5 de abril de 1976, cuando unas cien mil personas se manifestaron en la plaza, coreando eslóganes en recuerdo de Zhou y en apoyo de Deng Xiaoping, que sería de nuevo apartado del poder a raíz del incidente.
Estas protestas habrían sido una muestra del apoyo popular real que tenía la facción de Deng Xiaoping, a quien Zhou Enlai había rehabilitado y parecía favorecer como sucesor. Sin embargo, Mao Zedong dependía del apoyo de los que años después serían conocidos despectivamente como la Banda de los Cuatro, la facción liderada por su mujer Jiang Qing y enfrentada a Deng Xiaoping, a quien ya habían conseguido apartar del poder durante la Revolución Cultural. La Banda de los Cuatro, sin embargo, despertaba muchísimos recelos entre los altos mandos del Ejército, y estas rivalidades llevarían a Mao a designar a un miembro del Partido poco conocido, Hua Guofeng, como su sucesor. Precisamente tras el incidente del 5 de abril, Hua fue nombrado primer ministro y vicepresidente del Partido, y el 8 de abril, los líderes del Partido organizaban en la plaza de Tian'anmen una manifestación de apoyo a Mao y a Hua, como respuesta a la protesta anterior de los partidarios de Zhou Enlai y Deng Xiaoping.
Mao estaba ya muy enfermo cuando nombró sucesor a Hua Guofeng, a quien dejó un mensaje por escrito, en el que le instaba a desempeñar el trabajo con calma y según los principios establecidos en los años precedentes. El mensaje manuscrito de Mao añadía una tercera frase: "Contigo al mando, me quedo tranquilo". Esta frase sería la clave de la legitimidad del ascenso al poder de Hua Guofeng. Ante la impotencia de la Banda de los Cuatro, Hua se veía avalado como sucesor de Mao Zedong.
Tras la muerte de Mao el 9 de septiembre, la ausencia de mecanismos formales para la sucesión abría una lucha por el poder entre Hua Guofeng y la Banda de los Cuatro. Hua sabía que Jiang Qing y el resto de los Cuatro querían relegarlo y hacerse con el poder. Para ello, contaban con el control de los medios de comunicación. Sin embargo, Hua sabía que el Ejército y amplios sectores del Partido y la sociedad desconfiaban de Jiang y de sus tres colaboradores, y lanzó el ataque para consolidar su poder. En la medianoche del 6 de octubre de 1976, los Cuatro fueron convocados a una reunión en la sede del Buró Político del Partido. La reunión era en realidad una trampa para detenerlos. Wang Hongwen se resistió y en el forcejeo mató a dos guardias de seguridad, pero finalmente fue reducido. Después de Wang, llegaron Zhang Chunqiao y Yao Wenyuan, que fueron detenidos de inmediato. Jiang Qing, por su parte, fue arrestada en su propio dormitorio. De esta manera, el 6 de octubre de 1976, con los Cuatro encarcelados, Hua Guofeng consolidaba su poder.
Sin embargo, la situación de Hua era bastante precaria. Su legitimidad se basaba en su condición de sucesor de Mao, pero este había recuperado el poder durante la Revolución Cultural gracias al apoyo de, por una parte, Lin Biao y, por otra, la facción de Jiang Qing. Con Lin Biao muerto y Jiang Qing en prisión, los enemigos de Liu Shaoqi y Deng Xiaoping estaban ya fuera de la lucha por el poder. Liu Shaoqi había fallecido ya, pero Deng Xiaoping preparaba su retorno al poder.
El escaso carisma de Hua Guofeng y la manera circunstancial en que había alcanzado el poder hicieron imposible que este pudiera mantener su posición frente al acoso de los partidarios de Deng Xiaoping, mayoritarios en el partido y que incluían a muchos líderes regionales, como Zhao Ziyang, líder del partido en Sichuan.
Los éxitos derivados de las reformas económicas en las provincias dirigidas por los partidarios de Deng Xiaoping dieron a estos el prestigio necesario para inclinar la balanza a su favor. Hua se veía obligado a aceptar la rehabilitación de Deng Xiaoping en la cúpula de poder del Partido y del Ejército. Durante la celebración de la III Sesión Plenaria del XI Comité Central del Partido Comunista en 1978, Deng Xiaoping reforzaba su base de poder y, dos años más tarde, durante la V Sesión Plenaria, se erigía ya como nuevo líder máximo del país.

## La era de Deng Xiaoping (1978-1989)

### Invalidando la Revolución Cultural

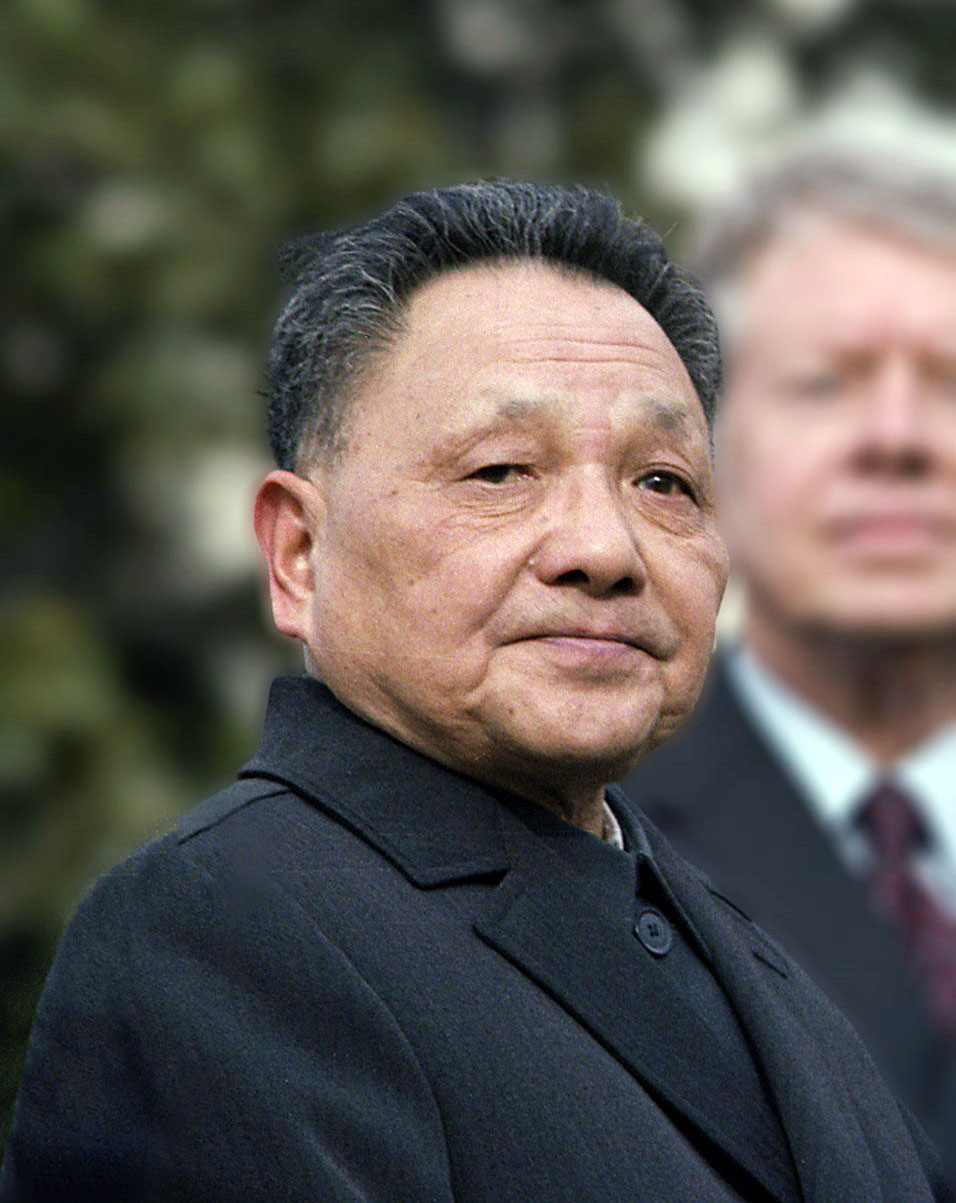
Deng Xiaoping

Después de que la Revolución Cultural terminó en 1976, Deng Xiaoping propuso por primera vez la idea de "Boluan Fanzheng" en septiembre de 1977. Deng dirigió este influyente programa intentando corregir los errores de la Revolución Cultural.
En diciembre de 1978, con el apoyo de Ye Jianying y otros funcionarios de alto rango, Deng finalmente reemplazó a Hua Guofeng y se convirtió en el líder supremo de China durante la 3.ª Sesión Plenaria del 11 ° Comité Central del PCCh. La paulatina subida al poder de Deng Xiaoping se completaría durante la IV Sesión Plenaria del XI Comité Central del Partido, celebrada entre el 27 y el 29 de junio de 1981. En esa reunión, Hua Guofeng, que había dimitido como primer ministro un año antes, renunciaba a los dos cargos que aún ocupaba, el de presidente del Partido, que pasaba a Hu Yaobang, y el de presidente de la Comisión Militar Central, único cargo de poder que asumía formalmente el propio Deng Xiaoping. Durante ese Congreso, se publicó además un documento titulado "Resolución sobre diversas cuestiones en la historia de nuestro Partido desde la fundación de la República Popular", en el que se emitía una valoración oficial sobre la Revolución Cultural y sobre la figura de Mao. En ese documento se culpaba a Lin Biao y a la Banda de los Cuatro de la Revolución Cultural, de la que se decía que "[...] llevó al caos nacional y resultó una catástrofe para el Partido, el Estado y el conjunto del pueblo". El documento atribuía "errores graves" a Mao, pero consideraba que sus méritos como líder revolucionario habían estado muy por encima de sus errores. Así, en 1981 la República Popular China dejaba atrás una época de luchas y divisiones internas y lograba la estabilidad política bajo los nuevos líderes del país. Deng Xiaoping, Hu Yaobang y el primer ministro Zhao Ziyang debían enfrentarse al reto ineludible de la reforma económica.
Como consecuencia de la Revolución Cultural, la seguridad pública empeoró después de 1976 y, como resultado, Deng lanzó una campaña antidelincuencia en 1983.

### Reforma económica china
El Plan Decanal que había anunciado Hua Guofeng en 1978 se había revelado inviable, al apostar por un crecimiento desmesurado de la industria pesada sin acometer el progreso tecnológico o la entrada de capital externo necesario para un desarrollo de ese nivel. Los desequilibrios en el modelo de desarrollo se dejaban ver en la creciente inflación, que en 1980, según estimaciones no oficiales, pasaba del 15%. La interrupción brusca del Plan Decanal, que debía prolongarse hasta 1986, llevó a la cancelación de enormes proyectos de infraestructuras que afectaron sobre todo a las empresas japonesas y, en menor medida, alemanas y estadounidenses que habían logrado los contratos para esos proyectos, entre los que se encontraban refinerías de acero y plantas petroquímicas que no llegarían a finalizarse. El fracaso de tales proyectos, que habían provocado una espiral de crecimiento del déficit del Estado y de la inflación, llevó a una revaluación de la estrategia de modernización. 
Abandonando las ideas económicas de inspiración soviética, los nuevos líderes del país llevaron a cabo las reformas de los sectores agrícola e industrial. En el primero de estos, se implantó el llamado "sistema de responsabilidad", por el que los campesinos debían comprometerse con sus cooperativas a alcanzar una cuota de producción. La producción en exceso de la cuota quedaba a disposición de los campesinos, que podían venderla en el mercado libre. Este nuevo sistema llevó a un crecimiento notable de la producción agrícola en la década de los años 1980, y aumentó los niveles de renta de la población rural. En el ámbito de la política industrial, el Estado paralizó los grandes proyectos de la industria pesada y alentó el desarrollo de la pequeña industria. Con la introducción del "sistema de responsabilidad industrial", las empresas estatales adquirían la posibilidad de administrar sus propias ganancias. Como en el sistema análogo en el ámbito agrícola, las empresas se comprometían a aportar al Estado una cuota, quedándose con el resto de los beneficios que hubiera, que podían reinvertir en el propio desarrollo de la empresa. Este sistema de cuotas se transformaría el 1 de junio de 1983 en un sistema de "impuesto sobre la renta", que rompía con la tradición del comunismo chino, y consolidaba las reformas económicas. El nuevo modelo de desarrollo, en el que tenía prioridad la industria ligera, seguía en gran medida las pautas que años antes habían marcado el crecimiento económico de Taiwán, Hong Kong y Corea del Sur.

Por otro lado, el 31 de enero de 1979, se fundó la Zona Industrial Shekou de Shenzhen, convirtiéndose en la primera área experimental en China en "abrirse". Bajo el liderazgo de Yuan Geng, el "modelo Shekou" de desarrollo se formó gradualmente, plasmado en su famoso eslogan "El tiempo es dinero, la eficiencia es vida (时间就是金钱, 效率就是生命)", que luego se extendió ampliamente a otras partes de China. En enero de 1984, Deng Xiaoping realizó su primera gira de inspección a Shenzhen y Zhuhai, alabando la "Velocidad de Shenzhen" del desarrollo, así como el éxito de las zonas económicas especiales. En mayo de 1984, China abrió otras 14 ciudades costeras a la inversión extranjera, incluidas Shanghái, Guangzhou y Tianjin.

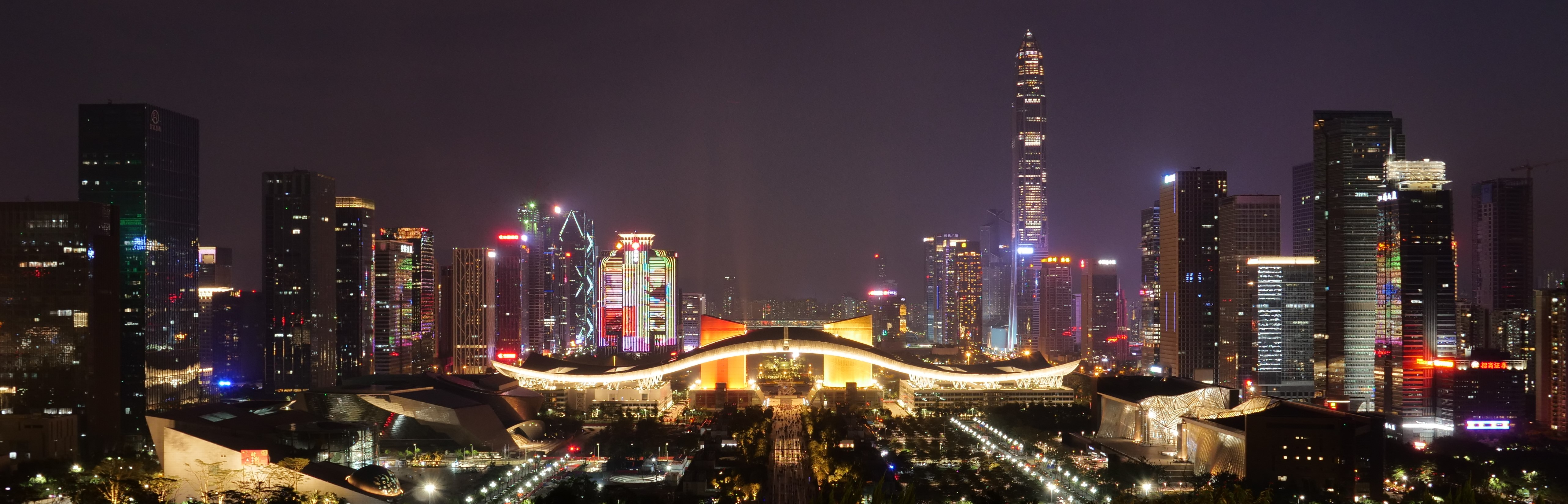
Shenzhen, una de las primeras zonas económicas especiales de China, a menudo se llama el "Silicon Valley de China". Compañías de alta tecnología notables como Huawei y ZTE fueron fundadas en Shenzhen en la década de 1980.

A pesar del éxito de estas reformas, el ritmo de crecimiento de la economía china se veía amenazado por el fuerte aumento de la población. Mientras que en la época maoísta se había promovido la natalidad, en esta época el rápido crecimiento de la población china comenzó a verse como un problema, que ponía en riesgo los logros del aumento de la producción agrícola. En 1982, se llevó a cabo un censo para contar a la población. El censo anterior, de 1964, había arrojado una cifra de 694,6 millones de habitantes, y el censo de 1981 confirmaba los temores de muchos especialistas; China rebasaba ya los mil millones de habitantes. La cifra oficial de 1.008.175.288 habitantes en la China continental (1.031.882.511 en la estimación que incluía a Hong Kong, Macao y Taiwán) instó al Gobierno chino a introducir la política del hijo único, que prohibía a las parejas, bajo pena de sanciones económicas y administrativas, tener más de un hijo, con ciertas excepciones para el medio rural (donde se permitía un segundo hijo si el primero era una niña) y para las minorías étnicas (a las que no se aplicaba la ley). En 1985, se estableció la Base Gran Muralla, la primera estación de investigación china en la Antártida. En 1986, Deng Xiaoping aprobó la propuesta de cuatro científicos chinos líderes y lanzó el "Programa 863".

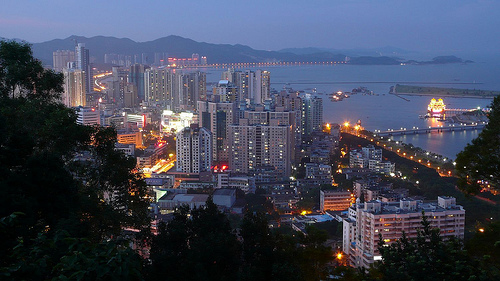
Zhuhai, una de las primeras zonas económicas especiales de China.

Así, bajo la bandera de las "Cuatro Modernizaciones" preconizadas por Zhou Enlai, y asumidas por Deng Xiaoping como eje central de los objetivos de desarrollo, la República Popular China en la década de los años 80 conseguía unas altas cotas de crecimiento económico y estabilidad política, mientras frenaba el crecimiento vertiginoso de su población y avanzaba hacia la recuperación de su integridad territorial. Junto a estos éxitos, las reformas económicas habían ido acompañadas de una mayor libertad de expresión y una mayor apertura a la influencia exterior, como se veía en el auge del cine y la música popular de Hong Kong y Taiwán, y en los profundos cambios en el modo de vida en una sociedad cada vez más competitiva y desigual. En esta atmósfera de cambios, comenzaron a surgir voces críticas con el sistema, que reclamaban más libertades políticas y de expresión. Entre las voces más críticas con el sistema destacaron las del astrofísico Fang Lizhi, profesor en la Universidad de Hefei que defendía la introducción de pluralismo político y de libertad de expresión al estilo de los países occidentales, y las de los escritores Liu Binyan y Wang Ruowang, que llegaron a criticar abiertamente al Partido Comunista advirtiendo de lo que llamaron fracaso del modelo socialista. A estas quejas de los intelectuales se sumarían las protestas estudiantiles de diciembre de 1986, cuando en quince ciudades chinas se produjeron manifestaciones masivas de estudiantes que reclamaban reformas políticas. Esta oleada de protestas se cobró una víctima política principal: el secretario general del Partido Hu Yaobang, uno de los hombres fuertes del régimen, era forzado a dimitir en enero de 1987, acusado de simpatizar con las protestas y de no haber hecho nada por evitarlas. Hu se veía obligado a hacer una declaración de autocrítica y era apartado del poder. La salida de Hu Yaobang dejaba el cargo de secretario general del Partido en manos de Zhao Ziyang, el otro hombre fuerte del régimen junto a Deng Xiaoping, que hasta entonces había sido primer ministro, puesto al que accedía Li Peng, hijo adoptivo de Zhou Enlai y considerado parte de la facción más conservadora del Partido. A pesar de estos cambios, y de un incremento de la censura informativa con el fin de acallar las protestas, el clima de descontento, en un momento de crisis de los regímenes socialistas de Europa del Este, seguía en aumento, y desembocaría en uno de los momentos más críticos de la historia del régimen comunista: las protestas de la plaza de Tian'anmen de 1989.

### Reformas políticas

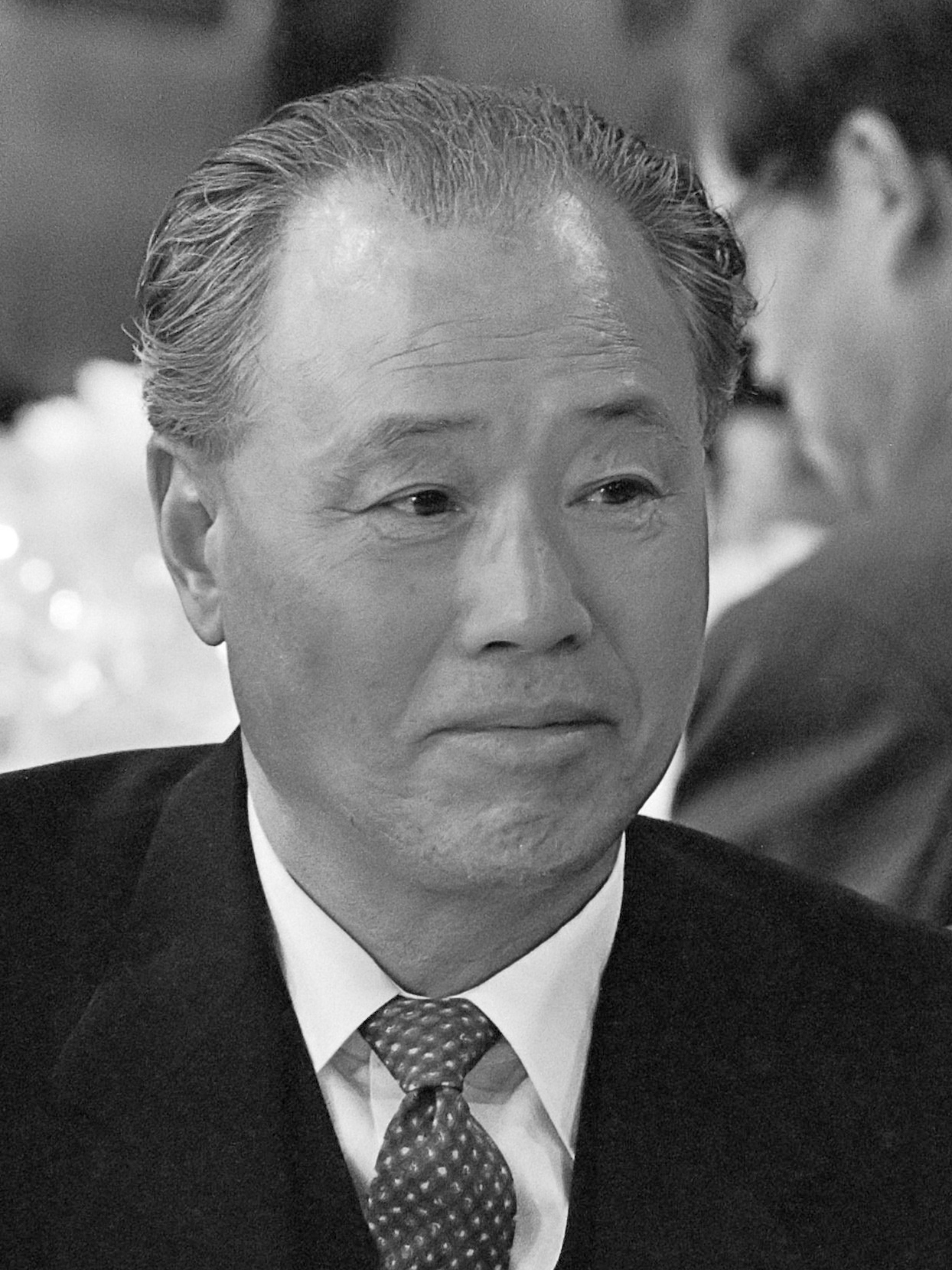
Deng asignó a Zhao Ziyang, un destacado reformista, para hacerse cargo de las reformas políticas desde 1986. Sin embargo, se vio obligado a abandonar su puesto como secretario general del PCCh después de las protestas de la plaza de Tiananmen de 1989.

El 18 de agosto de 1980, Deng Xiaoping pronunció un discurso titulado "Sobre la reforma del partido y el sistema de liderazgo estatal (党和国家领导制度改革)" en una reunión ampliada del Buró Político del Comité Central del PCCh en Beijing, lanzando el reformas políticas en China. Pidió el fin de la burocracia, la centralización del poder y el patriarcado. Al mismo tiempo, propuso límites de mandato a las posiciones de liderazgo en China y abogó por el "centralismo democrático" y el "liderazgo colectivo". Además, Deng propuso al Congreso Nacional del Pueblo una revisión sistemática de la Constitución de China (la Constitución de 1978), y enfatizó que la Constitución debe ser capaz de proteger los derechos civiles de los ciudadanos chinos y debe reflejar el principio de separación de poderes; También abogó por "un hombre, un voto" entre los líderes para evitar la dictadura del secretario general del PCCh. En diciembre de 1982, el V Congreso Nacional del Pueblo aprobó la cuarta Constitución de China, conocida como la "Constitución de 1982", que encarna el constitucionalismo al estilo chino y la mayor parte de su contenido sigue vigente a partir de hoy.
En la primera mitad de 1986, Deng pidió reiteradamente la reactivación de las reformas políticas, porque el sistema político original obstaculizó más reformas económicas y el país había visto una tendencia creciente de corrupción y desigualdad económica. En septiembre de 1986 se estableció una unidad de investigación de cinco hombres para las reformas políticas de China; los miembros incluyeron a Zhao Ziyang, Hu Qili, Tian Jiyun, Bo Yibo y Peng Chong. La intención de Deng de realizar reformas políticas era aumentar la eficiencia administrativa, separar aún más las responsabilidades entre el Partido Comunista y el Gobierno, y eliminar las desventajas de la burocracia. Aunque también mencionó el imperio de la ley y la democracia, Deng delimitó las reformas dentro del sistema de "unipartidismo"  y se opuso a la implementación del constitucionalismo de estilo occidental. En octubre de 1987, en el 13.º Congreso Nacional del PCCh presidido por Deng, Zhao Ziyang dio un informe redactado por Bao Tong sobre las reformas políticas.  En su discurso titulado "Avanzar en el camino del socialismo con características chinas (沿着有中国特色的社会主义道路前进)", Zhao argumentó que el socialismo en China todavía estaba en su etapa primaria y, tomando el discurso de Deng en 1980 como pautas , describió muchos pasos detallados que deben tomarse para las reformas políticas, incluida la promoción del imperio de la ley y la separación de poderes, la imposición de la descentralización y la mejora del sistema electoral. En este Congreso, Zhao fue elegido como secretario general del PCCh.
Sin embargo, después de las protestas de la Plaza de Tian'anmen de 1989, muchos reformistas destacados, incluidos Zhao y Bao, fueron destituidos de sus puestos, y la mayoría de las reformas políticas (después de 1986) planificadas terminaron drásticamente. Por otro lado, muchas políticas debido a las reformas políticas lanzadas por Deng a principios de la década de 1980 siguieron siendo efectivas después de 1989 (como la nueva Constitución, los límites de mandato y el centralismo democrático), aunque algunas de ellas han sido revocadas por Xi Jinping después de 2012.

### Agitación política

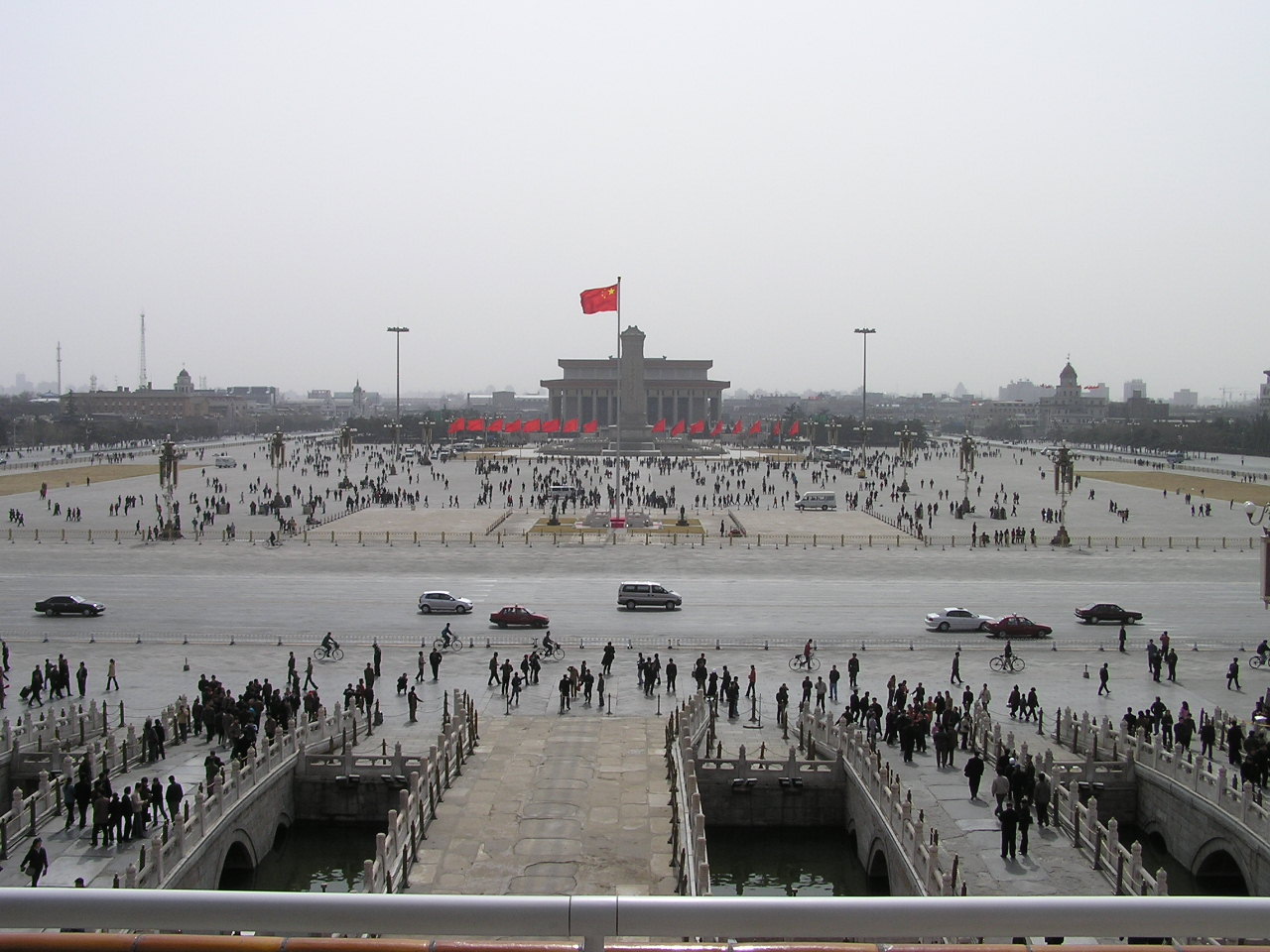
La plaza de Tian'anmen, centro de las protestas.

En 1983, se lanzó la "Campaña contra la contaminación espiritual". Una demostración masiva de estudiantes tuvo lugar en 1986 (八六学潮). En el primer semestre de 1987, se llevó a cabo la "campaña contra la liberalización burguesa".
La tensión creciente en la vida pública china alcanzaría su nivel máximo en 1989. Mientras se extendían las opiniones críticas con el sistema, la economía, aun manteniendo su crecimiento, daba muestras de recalentamiento con una tasa de inflación cada vez más alta y la entrada en crisis de numerosas empresas estatales. A estas circunstancias sociales y económicas debe añadirse el simbolismo del año 1989, año de la serpiente en el calendario chino, y en el que coincidían varias efemérides importantes, al cumplirse el 40.º aniversario de la proclamación de la República Popular y el 70.º aniversario del Movimiento del Cuatro de Mayo, así como el bicentenario de la Revolución francesa. Aludiendo a estas efemérides, el más famoso disidente político del momento, el astrofísico Fang Lizhi, envió una carta a Deng Xiaoping firmada conjuntamente con otros 90 intelectuales en la que reclamaba la liberación de disidentes políticos, en particular de Wei Jingsheng, en prisión desde hacía diez años por su defensa de la democracia como "quinta modernización".
Aunque Deng Xiaoping rechazó tales peticiones, la situación internacional en la que las políticas de glásnost y perestroika de la Unión Soviética estaban transformando los regímenes de Europa del Este, amenazaba con extenderse a China, donde cada vez eran más habituales las críticas públicas a los dirigentes. Todo parecía indicar que se podían reproducir las protestas estudiantiles de diciembre de 1986 y, en efecto, así fue.
El detonante de las nuevas protestas, que serían mucho más intensas y multitudinarias que las de 1986, fue la muerte de Hu Yaobang, el antiguo secretario general del Partido, desalojado del poder en 1987 precisamente por sus intentos de diálogo con los manifestantes. Hu fallecía en Pekín el 15 de abril y varios miles de personas se congregaron dos días después en la plaza de Tian'anmen de la capital china en homenaje a su memoria. Las manifestaciones fueron aumentando en días sucesivos y durante el mes de mayo se extendieron a muchas otras ciudades chinas. La publicación a finales de abril de un duro editorial en el Diario del Pueblo, el órgano del Partido Comunista, en el que se calificaban las protestas de "actos delictivos", no hizo sino aumentar el apoyo a los actos de protesta. El hecho de que ese editorial en el Diario del Pueblo se publicara mientras el secretario general del Partido Zhao Ziyang se encontraba en visita oficial a Corea del Norte parece indicar que fue obra del sector conservador del Partido, en un momento en el que el propio Buró Político se encontraba sumido en una profunda división entre dos facciones. Por un lado, Zhao Ziyang estaba dispuesto a tener en cuenta las peticiones de los manifestantes, mientras que, por otro lado, el primer ministro Li Peng defendía la necesidad de atajar las protestas mediante la intervención de la policía o, incluso, como ocurriría finalmente, del Ejército. El anciano líder Deng Xiaoping parece haber vacilado en su apoyo, pero finalmente acabaría respaldando al sector representado por Li Peng.
Las protestas en la plaza fueron seguidas con atención por los medios de comunicación de todo el mundo, en gran medida gracias al envío masivo de corresponsales a Pekín para cubrir la histórica visita del líder soviético Mijaíl Gorbachov en mayo de 1989. Esta visita suponía la reconciliación de las dos grandes potencias del bloque socialista. Sin embargo, la presencia de los manifestantes en la plaza obligó a cancelar los actos oficiales en la misma, y Gorbachov apenas pudo salir de su hotel durante su visita oficial de tres días de duración.
La humillación que supuso para el régimen chino no poder celebrar los actos programados durante la visita de Gorbachov, mientras las televisiones de todo el mundo retransmitían lo que ya muchos consideraban la caída del comunismo en China, despertó la ira de Deng Xiaoping y de los miembros más veteranos del Buró Político, como Chen Yun, Peng Zhen y Yang Shangkun. El 17 de mayo, en una reunión al más alto nivel, se decidió la destitución inmediata del secretario general Zhao Ziyang. El 19 de mayo, mientras las protestas se extendían por toda China, Deng viajó a Wuhan, donde presidió una reunión de la Comisión Militar Central. Algunas fuentes (véase Hsü, 2000) afirman que se habría llegado a elaborar un plan para trasladar la capital provisionalmente a Wuhan en caso de que el Gobierno llegara a perder el control sobre Pekín.
Tranquilizado por el apoyo del Ejército tras la reunión de Wuhan, Deng Xiaoping ordenó a Li Peng que declarara la ley marcial en Pekín el 20 de mayo. Durante los días siguientes, Deng Xiaoping, junto a Li Peng y al presidente Yang Shangkun, dirigió la operación militar para acabar con las protestas. Unos 300.000 soldados fueron desplazados a Pekín, y tomaron posiciones en las afueras de la ciudad.
Finalmente, en la noche del 3 de junio, el Ejército comenzaba la operación. Los tanques entraban en la ciudad y se dirigían hacia la plaza. Los enfrentamientos se sucedieron durante las primeras horas de la madrugada del 4 de junio. A las 6 de la mañana, la operación se daba por finalizada y el Ejército procedía a retirar de las calles los cuerpos de las víctimas mortales. Los cadáveres fueron trasladados al cementerio de Babaoshan, donde fueron incinerados sin que se permitiera ningún registro ni contabilización de los fallecidos. No se sabe cuántas personas perdieron la vida en el incidente. Las estimaciones varían desde 400 hasta más de 3000, según las fuentes.
La represión violenta de las manifestaciones en Pekín puso fin a la oleada de protestas en el país y, durante los años siguientes, condenaría al ostracismo internacional al régimen chino, blanco de fuertes críticas de la opinión pública internacional. En cualquier caso, el régimen había evitado el destino de los regímenes de Europa del Este y, recuperada la estabilidad política, el sector ideológica y económicamente más conservador, representado por Li Peng y Chen Yun, defendió una marcha atrás en las reformas económicas de tipo capitalista. Sin embargo, Deng Xiaoping, aunque había acabado apoyando al sector conservador, seguía creyendo en la necesidad de mantener y, aún más, acelerar el ritmo de reformas económicas. Su desconfianza en los conservadores parece haber sido la razón por la que eligió como nuevo secretario general del Partido y como sucesor a un político poco conocido, Jiang Zemin, el alcalde de Shanghái que había logrado un fuerte desarrollo económico en esa ciudad durante la última década, y que había conseguido mantener el orden público en Shanghái mientras se sucedían las protestas en Pekín y otras ciudades chinas.

### Modernización militar
A principios de 1979, Deng comenzó una guerra de un mes con Vietnam. Además, China continuó apoyando a Jemeres rojos durante el tiempo de Deng Xiaoping junto con Estados Unidos, Tailandia y varios otros países para contrarrestar la influencia regional de la Unión Soviética.
En marzo de 1981, Deng Xiaoping determinó que era necesario un ejercicio militar para el Ejército Popular de Liberación (EPL). En septiembre de 1981, tuvo lugar el Ejercicio Militar del Norte de China, convirtiéndose en el ejercicio más grande realizado por el EPL desde la fundación de la República Popular. Más de 110,000 soldados asistieron al ejercicio militar, además de 1,327 tanques y vehículos blindados, 1,541 cañones, 475 aviones y 10,606 camiones del ejército.
En 1985, para modernizar el EPL y ahorrar presupuesto, Deng recortó 1 millón de tropas del ejército (百万大裁军) y ordenó una mayor modernización.

### Relaciones Exteriores

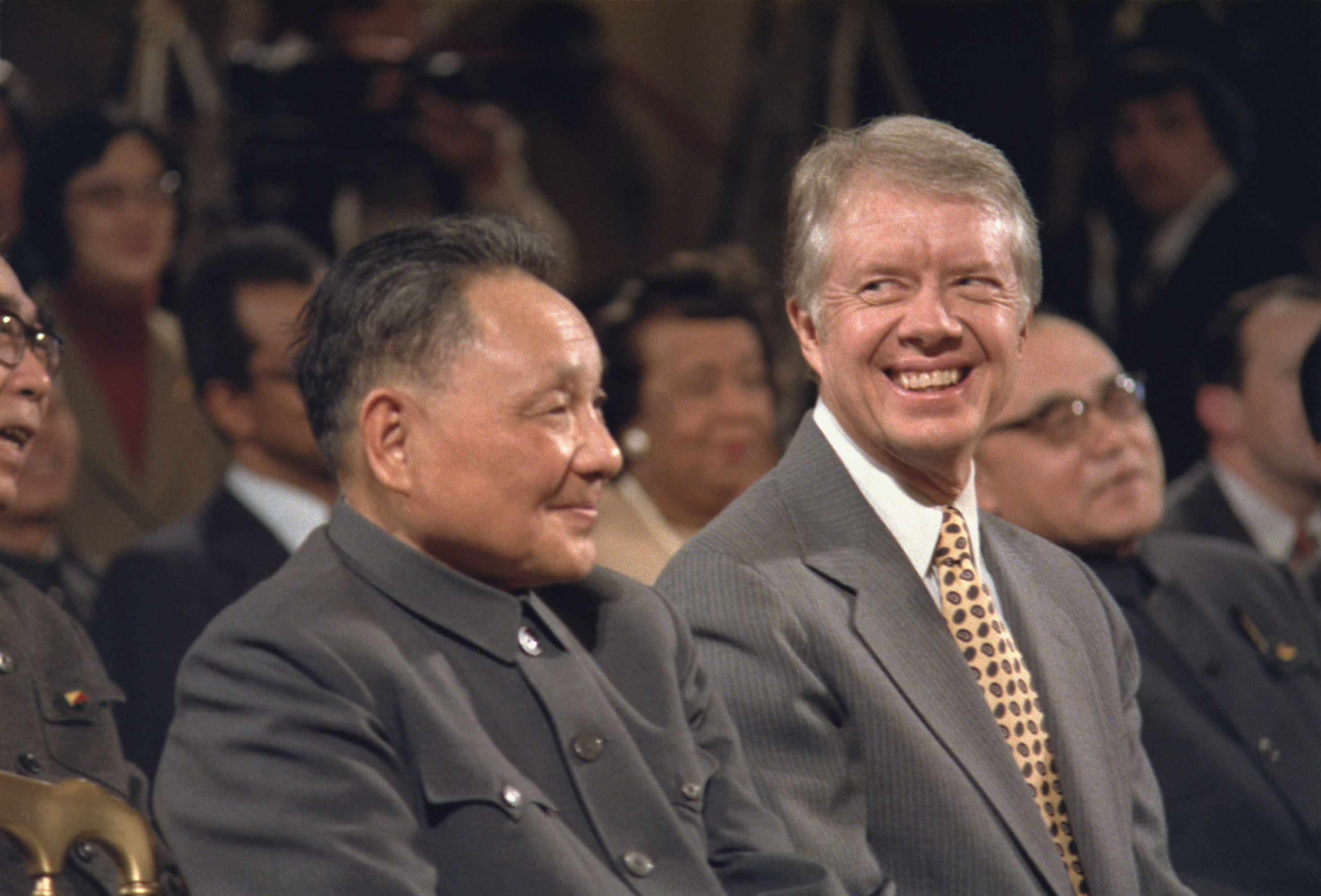
Deng Xiaoping, junto al presidente estadounidense Jimmy Carter, en Washington el 31 de enero de 1979, durante el establecimiento de relaciones diplomáticas entre los Estados Unidos y la República Popular China.

El 1 de enero de 1979, la República Popular China estableció formalmente sus relaciones diplomáticas con los Estados Unidos. En enero de 1979, Deng Xiaoping visitó los Estados Unidos, y fue la primera visita oficial de un líder supremo de China a los Estados Unidos. En el mismo año, el Comité Olímpico Internacional reconoció al Comité Olímpico Chino para la República Popular China. Bajo el consejo de Lee Kuan Yew, Deng Xiaoping acordó abrir más el país y dejar de exportar ideologías y revoluciones comunistas a otros países como lo hizo Mao, y la decisión mejoró significativamente las relaciones entre China y muchos países, especialmente los del Sudeste Asiático.
La nueva estabilidad política permitió a China afrontar con confianza la recuperación de su integridad territorial. Conscientes de que el periodo de arrendamiento de los Nuevos Territorios de la colonia británica de Hong Kong vencía en 1997, China dejaba claro al Reino Unido su intención de asumir el control sobre toda la colonia, incluidas la isla de Hong Kong y Kowloon, teóricamente cedidas a perpetuidad a la Corona británica. La primera ministra británica Margaret Thatcher visitó Pekín en 1982, y el 26 de septiembre de 1984, las dos partes alcanzaban un acuerdo. El Reino Unido aceptaba devolver a China la totalidad de la colonia, y el Gobierno de la República Popular se comprometía a respetar el sistema legal y económico del territorio durante al menos 50 años ("un país, dos sistemas"). Tras el acuerdo con los británicos, China exigió a Portugal la devolución de Macao bajo términos similares a los definidos para Hong Kong. El acuerdo final entre las autoridades portuguesas y el Gobierno chino establecía la fecha del 20 de diciembre de 1999 para la devolución definitiva de Macao.
En 1989, la relación entre China y la Unión Soviética volvió a la normalidad por primera vez desde la ruptura sino-soviética en la década de 1950. Mijaíl Gorbachov, entonces secretario general del Partido Comunista de la Unión Soviética, visitó Beijing y se reunió con Deng en medio de las protestas de la plaza Tiananmen.
En los años ochenta y principios de los noventa, la República Popular China continuó estableciendo relaciones diplomáticas formales con varios países como Emiratos Árabes Unidos (1984), Catar (1988), Arabia Saudita (1990), Singapur (1990), Israel (1992) y Corea del Sur (1992).

### Desastres
| Año  | Desastre                | Ubicación                   | Número de muertes | Descripciones |
| ---- | ----------------------- | --------------------------- | ----------------- | --- |
| 1987 | Negro Dragón de Fuego   | Daxing'anling, Heilongjiang | >200              | El fuego también se extendió a la Unión Soviética. Fue uno de los incendios forestales más grandes de la historia. |
| 1988 | Accidente de Vuelo 4146 | Chongqing                   | 108               | Accidente aéreo (China Southwest Airlines).                                                                        |

### Controversias
Después de la Revolución Cultural, Deng comenzó el programa Boluan Fanzheng para corregir los errores maoístas, pero algunas de sus políticas y opiniones fueron controvertidas. Deng insistió en elogiar que Mao había hecho "7 buenos y 3 malos" para el pueblo chino, mientras atribuía numerosos desastres en la Revolución Cultural a Lin Biao y la Banda de los Cuatro. Además, declaró e impuso los "Cuatro Principios Fundamentales" como los principios fundamentales de la Constitución de China (1982), con el fin de mantener el estado de "unipartidismo" en China para el Partido Comunista.
Además, el papel que jugó Deng en la represión de las protestas de la plaza Tiananmen de 1989 fue bastante controvertido. De hecho, también tomó medidas enérgicas contra el movimiento del Muro de la Democracia y la Primavera de Pekín a principios de la década de 1980.

## Jiang Zemin y la tercera generación (1989-2002)

### Transición del poder e "inspección del sur" de Deng

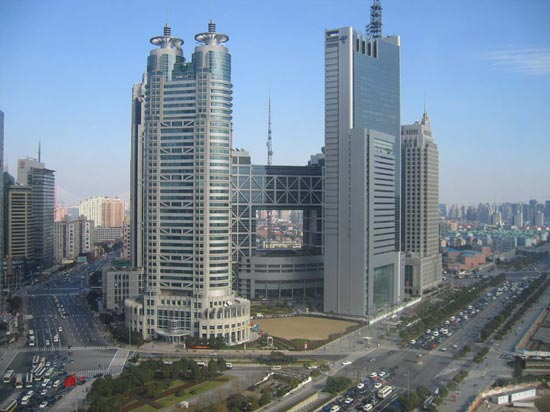
Bolsa de Shanghái (desde 1990).

En los años inmediatamente posteriores a 1989, la República Popular China hubo de enfrentarse a una situación de aislamiento internacional y de incertidumbre política. Mientras sufría las sanciones económicas ocasionadas por el rechazo internacional a la intervención armada en la plaza de Tian'anmen, los líderes veían con inquietud la caída de los regímenes del bloque socialista en Europa. Al final de 1991, la propia Unión Soviética se desintegraba en una multitud de nuevos Estados que abandonaban la ideología del comunismo. Incluso la República Popular de Mongolia, territorio antaño reivindicado como chino, abandonaba el comunismo y se convertía en la República de Mongolia.
Ante los acontecimientos que se sucedían en el mundo, la prioridad para el Partido Comunista de China era el mantenimiento del orden y de la estabilidad política. Mientras que algunos, encabezados por Li Peng y Chen Yun, defendían una paralización de las reformas económicas y un retorno a un mayor control del Estado sobre los medios de producción, Deng Xiaoping apostaba por la continuación de las reformas económicas como manera de recuperar el crecimiento económico y sentar las bases de una sociedad china próspera bajo una autoridad fuerte y estable.

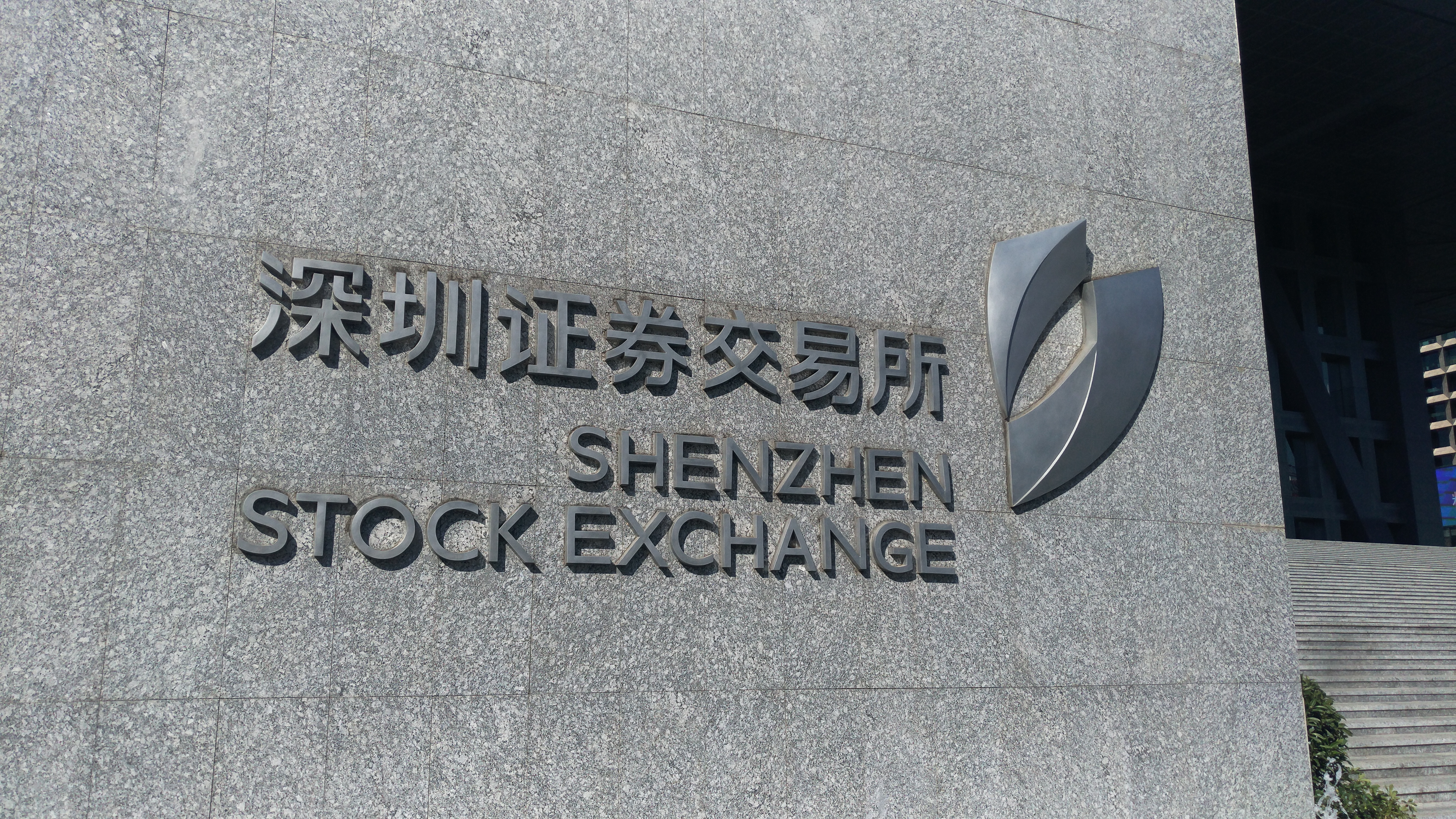
Bolsa de Shenzhen (desde 1990).

La confirmación de que las reformas económicas eran irreversibles se produjo en enero de 1992, durante la llamada "inspección del sur de Deng Xiaoping". En una visita que inicialmente fue silenciada por los propios medios de comunicación chinos, al parecer por la sorpresa que provocó a muchos líderes del Partido, que discrepaban de las ideas económicas de Deng, el anciano líder visitaba las ciudades sureñas de Shenzhen y Cantón, en el delta del río de las Perlas. Esta era la zona que más se había beneficiado de la apertura económica, y durante su visita, Deng pronunció discursos en los que afirmaba que el desarrollo económico, dentro del modelo del "socialismo con características chinas", era la máxima prioridad del Gobierno. Las palabras de Deng dejaban claro que el proceso de reformas y apertura económica debía continuar e intensificarse. Unos días después, reiteraba estas ideas en Shanghái. El modelo de las zonas económicas especiales, con regímenes fiscales diferentes al resto del país y en las que se favorecía la inversión extranjera, que se había aplicado en unas pocas ciudades del sur, como Shenzhen, se extendía a nuevas ciudades por toda la costa de China, y a la zona de Pudong en Shanghái. Deng reconocería como uno de sus mayores errores el no haber convertido a Shanghái en zona económica especial muchos años antes.

### Asuntos Internos

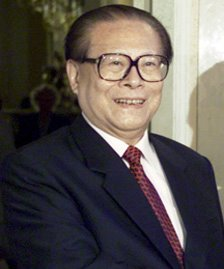
Jiang Zemin

En octubre de ese año, se celebraba el XIV Congreso Nacional del Partido Comunista de China, en el que el secretario general Jiang Zemin se vio respaldado como sucesor de Deng y abogó por la profundización en las reformas económicas y por la construcción de una "economía socialista de mercado". El hecho de que China apostara claramente por las reformas económicas de estilo capitalista y por la apertura de sus mercados a la inversión de capital extranjero, mientras se empezaban a relajar las sanciones económicas, dio lugar a un incremento espectacular en las inversiones extranjeras y a un crecimiento económico sin precedentes, especialmente en las zonas costeras del sureste. En 1992, el producto interior bruto del país crecía un 12%, en 1993 un 14%, y en 1994 de nuevo un 12%. La gestión de la economía estaba desde 1992 bajo la responsabilidad de Zhu Rongji, político considerado parte de la facción de Shanghái, como Jiang Zemin, y que años más tarde sucedería a Li Peng como primer ministro. En 1993, Jiang asumía los cargos de presidente de la República Popular y de presidente de la Comisión Militar Central, con lo que consolidaba su ascenso al poder como sucesor de Deng, el cual, ya muy anciano y con dificultades para expresarse, dejaba así las riendas del país a la nueva generación de líderes reformistas en detrimento del sector conservador del Partido. Además, el proyecto "Presa de las Tres Gargantas" comenzó en 1994.
Tras la muerte de Deng Xiaoping y la recuperación de la soberanía sobre Hong Kong, la economía china continuaba su crecimiento vertiginoso. Las dudas de que este crecimiento, amenazado por problemas como la creciente tasa de inflación y la falta de competitividad de muchas empresas públicas, pudiera mantenerse, se vieron agravadas por la crisis financiera asiática de 1997. Aunque la crisis comenzó en el sureste asiático, sus efectos pronto afectaron a Corea del Sur, a Taiwán y a Hong Kong y se extendieron los rumores sobre la inevitable depreciación de la moneda china, el renminbi. Sin embargo, en contra de los pronósticos de la prensa económica extranjera, la solidez del crecimiento económico chino, apoyado en las políticas diseñadas por Zhu Rongji, permitió a China evitar la depreciación de su moneda y salir muy fortalecida de la crisis financiera que asoló al resto de Asia Oriental.
En el plano ideológico, Jiang Zemin enunció su teoría de la Triple Representatividad, según la cual el Partido debía representar a las "fuerzas productivas avanzadas", a la "cultura avanzada de China" y a "los intereses de la mayoría del pueblo". La importancia de esta teoría, que ha sido promovida como parte del acervo ideológico del Partido, junto a los pensamientos de Mao Zedong y de Deng Xiaoping, radica en que, por vez primera, el Partido Comunista abandona la idea de la lucha de clases, según la cual representaría a la clase de los campesinos y los trabajadores, y pasa a representar simplemente los intereses económicos y de progreso del país. Esta es la interpretación más habitual y la justificación de que el Partido Comunista, a partir de la época de Jiang Zemin, haya aceptado entre sus miembros a representantes de la clase empresarial, como muchos hombres de negocios de Hong Kong que en la actualidad ocupan cargos en el Partido. De esta manera, en los últimos años del siglo XX el sistema político chino completaba una transición iniciada en la época de Deng Xiaoping pasando de un modelo de inspiración soviética a un modelo de autoritarismo político combinado con capitalismo económico similar al que se aplicó en países asiáticos como Singapur o Malasia.
En la década de 1990, el Proyecto 211 y el Proyecto 985 se lanzaron para la educación superior en China. En 2002, la selección de fútbol de China, dirigido por el entrenador en jefe Bora Milutinović, ingresó al Torneo Final de la Copa Mundial de la FIFA por primera vez en la historia.

### Relaciones Exteriores

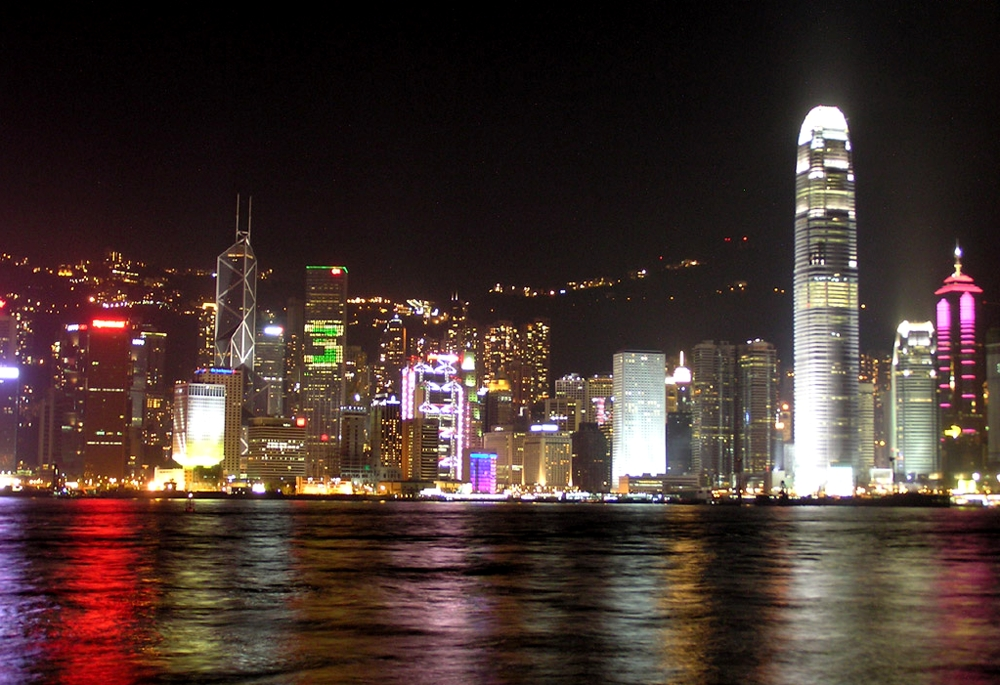
El 1 de julio de 1997, Hong Kong se convertía en región administrativa especial de la República Popular China.

Víctima de la enfermedad de Parkinson y de su avanzada edad, Deng Xiaoping fallecía en Pekín el 19 de febrero de 1997, apenas unos meses antes de que se cumpliera uno de sus grandes sueños, la restauración de la soberanía china sobre Hong Kong. El 1 de julio de 1997, según lo acordado muchos años antes por Deng Xiaoping con Margaret Thatcher, la bandera británica se arriaba definitivamente en Hong Kong, que se convertía en región administrativa especial de la República Popular China. Dos años después, el 20 de diciembre de 1999, Macao, tras más de cuatro siglos de presencia portuguesa, pasaba a ser la segunda región administrativa especial.
Tanto en Hong Kong como en Macao se aplicaría el modelo de administración conocido como "un país, dos sistemas", lema acuñado por el propio Deng Xiaoping con el que se designaba la convivencia de dos sistemas económicos diferentes, el socialismo con características chinas de la China continental y el capitalismo legado por los europeos en Hong Kong y Macao. El objetivo declarado de este sistema era ofrecerlo también a Taiwán como una opción atractiva para los ciudadanos de la isla para la reunificación nacional. A pesar de los contactos durante la década de 1990, Taiwán, la llamada "provincia rebelde", se mantenía bajo la soberanía de la República de China, en una separación política que duraba ya cincuenta años, y que ha continuado hasta el día de hoy.
En noviembre de 1991, China se unió a la Cooperación Económica Asia-Pacífico. En 2001, China se unió a la Organización Mundial del Comercio (OMC). En el mismo año, se estableció la Organización de Cooperación de Shanghái. En agosto de 2002, debido a los esfuerzos del reconocido matemático Shiing-Shen Chern, se celebró en Beijing el cuadrienal Congreso Internacional de Matemáticos, la primera vez en un país en desarrollo, con Chern como presidente honorario y Wu Wenjun como presidente del congreso.

### Desastres
| Año  | Desastre                                     | Ubicación            | Número de muertes | Descripciones                               |
| ---- | -------------------------------------------- | -------------------- | ----------------- | ------------------------------------------- |
| 1990 | Colisión aérea en el Aeropuerto de Guangzhou | Guangdong            | 128               |                                             |
| 1992 | Accidente de Vuelo 7552                      | Jiangsu              | 106-109           | Accidente aéreo (China General Aviation).   |
| 1992 | Accidente de Vuelo 3943                      | Guangxi              | 141               | Accidente aéreo (China Southwest Airlines). |
| 1994 | Accidente de Vuelo 2303                      | Shaanxi              | 160               | Accidente aéreo (China Northwest Airlines). |
| 1994 | Tifón Fred                                   | Zhejiang             | 1,426             | Conocido como el Tifón 9417 en China        |
| 1996 | Tifón Herb                                   | Fujian               | 779               | Conocido como el Tifón 9608 en China        |
| 1997 | Crisis financiera asiática                   | Asia                 |                   |                                             |
| 1998 | Inundaciones en China                        | Yangtsé y otros ríos | 3,000-4,150       |                                             |
| 2002 | Accidente de Vuelo 6136                      | Liaoning             | 112               | Accidente aéreo (China Northern Airlines).  |

### Controversias
En 1999, el gobierno chino encabezado por Jiang Zemin decidió suprimir a Falun Gong y perseguir a los practicantes de Falun Gong.

## Hu Jintao y la cuarta generación (2002-2012)

### Transición del poder

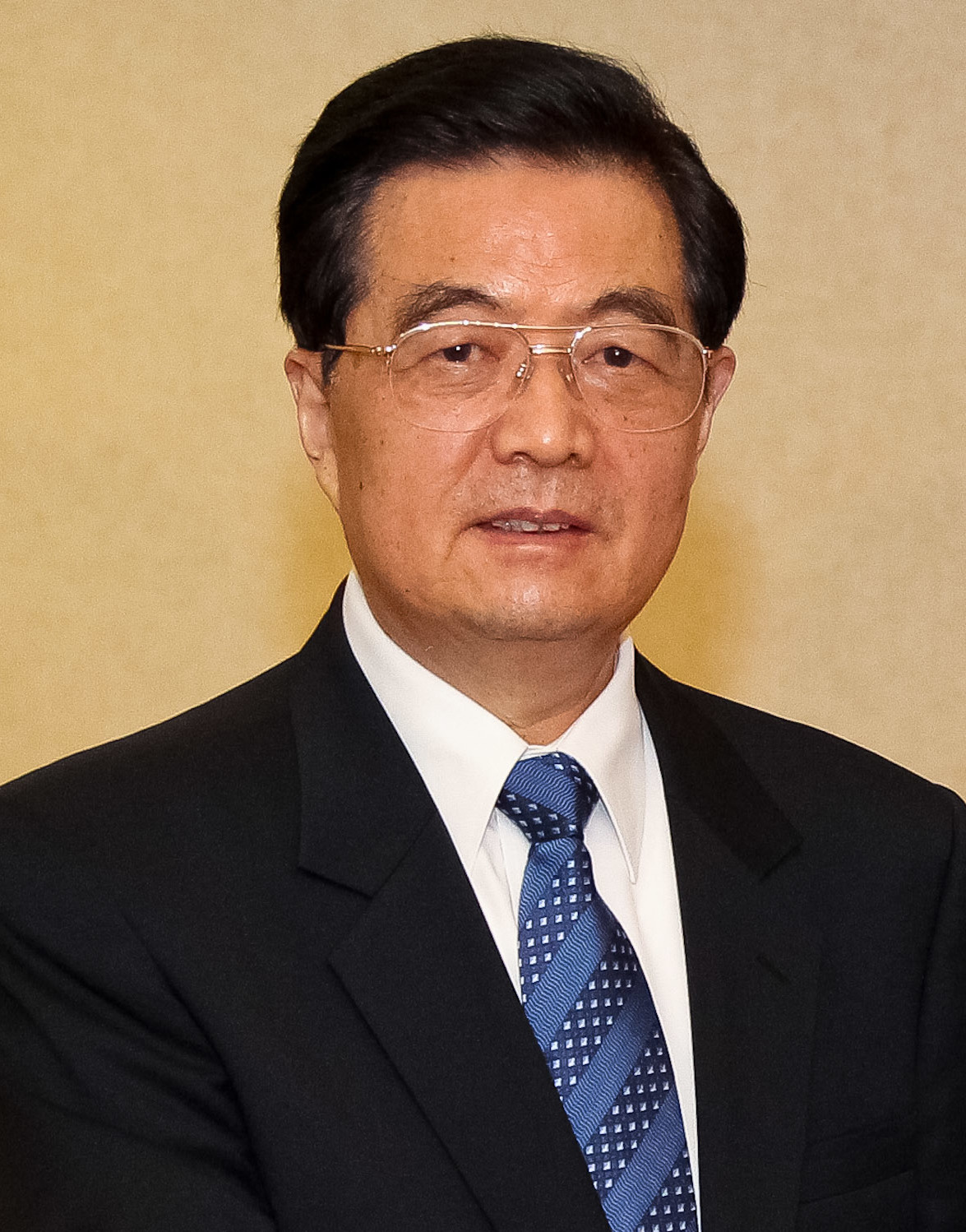
Hu Jintao.

A principio del siglo XXI, se confirmó el relevo generacional en la cúpula de poder de la República Popular China. Entre los años 2002 y 2004, Jiang Zemin fue reemplazado en todos sus cargos por su sucesor Hu Jintao. Hu, al igual que el primer ministro Wen Jiabao, pertenece a la cuarta generación de líderes comunistas chinos.

### Asuntos Internos
Durante su tiempo, Hu Jintao propuso su ideología de "Desarrollo científico" y "Sociedad armoniosa". Bajo su liderazgo, la economía china continuó su expansión. El producto interior bruto, excluyendo a Hong Kong y Macao, rebasó al de potencias económicas como Italia, Francia, y el Reino Unido. Durante el mes de marzo de 2006, se anunció que las reservas de divisas extranjeras de la República Popular, incluso descontando a Hong Kong y Macao, se habían convertido ya en las más grandes del mundo por delante de las de Japón. Además, a finales de 2002, el "Proyecto de Transferencia de Agua Sur-Norte" comenzó a construirse.
En abril de 2012 la expulsión del conservador Bo Xilai, "uno de los líderes más influyentes y carismáticos de China", del Politburó del Partido Comunista Chino a causa de la presunta implicación de su esposa en el asesinato de un hombre de negocios británico (a quien supuestamente pidió ayuda para sacar una gran suma de China) provoca la "peor crisis política que ha vivido el país desde las protestas de la plaza de Tiananmén de 1989 ya que su caída "ha facilitado el camino a los reformistas, que se disputan con el ala conservadora los asientos en los máximos órganos del poder que se renovarán en el XVIII Congreso del PCCh a finales de año".
Durante la época de Hu, hubo una serie de logros científicos y académicos en China. Algunos fueron resultados directos del "Programa 863" de la época de Deng Xiaoping. En 2003, China envió con éxito a un astronauta, Yang Liwei, al espacio a través de Shenzhou 5, convirtiéndose en el tercer país del mundo en hacerlo de forma independiente después de Estados Unidos y la Unión Soviética. En 2010, se desplegó "Jiaolong", la investigación tripulada china sumergible en aguas profundas. En 2011-12, BeiDou-2, el sistema de navegación por satélite chino, entró en funcionamiento. En 2011, Tiangong-1, la primera estación espacial prototipo de China, fue enviada con éxito al espacio. En octubre de 2012, Mo Yan se convirtió en el primer ciudadano chino (China continental) en ganar el Premio Nobel de Literatura. En marzo de 2012, los resultados del "Experimento de Neutrinos de la Bahía de Daya" en Shenzhen recibieron atención internacional.

### Relaciones Exteriores
En lo internacional, la posición de China en la Guerra contra el terrorismo acercó al país diplomáticamente a los Estados Unidos. Además, el país organizó eventos como los Juegos Olímpicos de Pekín 2008, los Juegos Asiáticos de 2010, y en 2011, la Universiada de Verano en Shenzhen. Además, en 2010, la Exposición Universal tuvo lugar en Shanghái.

### Desastres
| Año       | Desastre                         | Ubicación    | Número de muertes       | Descripciones                                                                                 |
| --------- | -------------------------------- | ------------ | ----------------------- | --------------------------------------------------------------------------------------------- |
| 2002-2004 | Epidemia de SARS                 | Nacional     | 349 (China continental) | El SARS mató a 774 personas en todo el mundo, con 349 en China continental y 299 en Hong Kong |
| 2007-2008 | Crisis financiera                | Global       |                         |                                                                                               |
| 2008      | Terremoto de Sichuan             | Sichuan      | 69,227                  |                                                                                               |
| 2009      | Explosión minera de Heilongjiang | Heilongjiang | 108                     |                                                                                               |
| 2010      | Terremoto de Yushu               | Qinghai      | 2,698                   |                                                                                               |
| 2010      | Deslizamiento de tierra de Gansu | Gansu        | 1,557                   |                                                                                               |

### Controversias
En la época de Hu Jintao, el Partido Comunista de China y el gobierno chino crearon el "Partido de los 50 centavos", intentando "guiar" las opiniones públicas en línea a favor del Partido Comunista y el gobierno chino.
En esta generación, el ganador del Premio Nobel de la Paz y activista de derechos humanos Liu Xiaobo, fue arrestado y sentenciado a prisión por 11 años. Liu, junto con otros, fue autor de la Carta 08 y recibió el Premio Nobel de la Paz en 2010.

## Xi Jinping y la quinta generación (desde 2012)

### Transición del poder

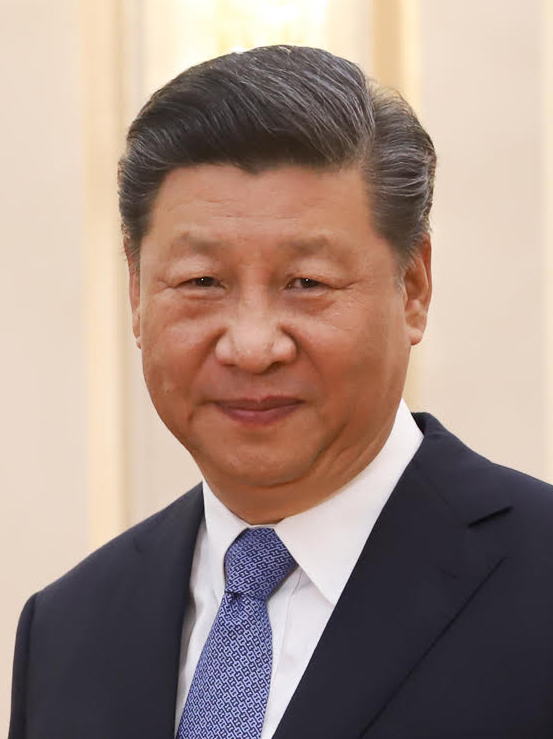
Xi Jinping

Xi Jinping se convirtió en el secretario general del Partido Comunista de China y el presidente de la Comisión Militar Central el 15 de noviembre de 2012. Y el 14 de marzo de 2013, se convirtió en el séptimo Presidente de la República Popular China. Li Keqiang se convirtió en el primer ministro de China en marzo de 2013.

### Asuntos Internos
Una campaña anticorrupción masiva a largo plazo se ha llevado a cabo bajo Xi desde 2012. Sin embargo, muchos de los funcionarios afectados eran los rivales políticos de Xi, incluidos Zhou Yongkang, Xu Caihou y Guo Boxiong.
En marzo de 2018, el Congreso Nacional del Pueblo, controlado por el Partido Comunista, aprobó un conjunto de enmiendas constitucionales que incluyen la eliminación de los límites de mandato para el presidente y el vicepresidente.
Por otra parte, en 2013, el rover Yutu se desplegó con éxito en la luna después de que el módulo de aterrizaje Chang'e 3 aterrizó en la luna. En 2015, Tu Youyou se convirtió en el primer ciudadano chino (China continental) en ganar el Premio Nobel de Fisiología o Medicina. En diciembre de 2015, se lanzó con éxito Dark Matter Particle Explorer, el primer observatorio espacial de China. En 2016, se lanzó con éxito el laboratorio espacial Tiangong-2. En 2016, se construyó el "Telescopio esférico de quinientos metros de apertura (FAST)" en Guizhou. 
En 2018, el puente Hong Kong – Zhuhai – Macao, el puente de cruce de mar más largo del mundo, estaba abierto al público.

### Relaciones Exteriores
A medida que Xi continuó consolidando el poder a nivel nacional, abandonó gradualmente los principios diplomáticos ("esconde tu fuerza, espera tu tiempo, nunca tomes la delantera") establecidos por Deng Xiaoping y apareció más como un "hombre fuerte" en el escenario global. Xi propuso la Iniciativa de la Franja y la Ruta, que recibió la atención generalizada del mundo (tanto recepciones como críticas).
En 2014, se celebró en Beijing la 22.ª reunión anual de líderes de APEC. En 2016, la Cumbre del G20 se celebró en Hangzhou. En 2017, la Novena Cumbre BRICS se celebró en Xiamen. Para 2017, tras la tensión en la región por las pruebas realizadas por Corea del Norte, en octubre el Ministerio de Comercio chino, decretó el cierre de todas las compañías norcoreanas en el país.
En 2018, comenzó la Guerra comercial entre China y Estados Unidos. En mayo de 2020, estallaron "escaramuzas entre China e India" a lo largo de la frontera y causaron bajas.

### Desastres
| Año       | Desastre                            | Ubicación            | Número de muertes | Descripciones |
| --------- | ----------------------------------- | -------------------- | ----------------- | --- |
| 2013      | Terremoto de Ya'an                  | Sichuan              | >200              | 7.0 Ms. |
| 2014      | Explosión de Kunshan                | Jiangsu              | 146               | |
| 2014      | Terremoto de Ludian                 | Yunnan               | 617               | 6.5 ML. |
| 2015      | Hundimiento de Dongfang zhi Xing    | Hubei                | 442               | El 1 de junio de 2015, un crucero por el río llamado "Dongfang zhi Xing" con 454 personas a bordo volcó en Jianli, Hubei.                                                                                   |
| 2015      | Explosiones en Tianjin              | Tianjin              | 173               | |
| 2015      | Deslizamiento de tierra en Shenzhen | Guangdong            | 73                | |
| 2016      | Inundaciones en China               | Yangtsé y otros ríos | 449               | |
| 2019      | Explosión de la planta química      | Jiangsu              | 78                | |
| 2019-2022 | Pandemia de COVID-19                | Global               |                   | En diciembre de 2019, un nuevo coronavirus identificado más tarde COVID-19 estalló en Wuhan, Hubei. El 11 de marzo de 2020, la Organización Mundial de la Salud (OMS) declaró a COVID-19 como una pandemia. |
| 2021      | Inundaciones de Henan               | Henan                | 398               | |
| 2022      | Accidente de Vuelo 5735             | Guangxi              | 132               | |

### Controversias
Desde 2012, Xi retiró varias políticas de la época de Deng Xiaoping (Boluan Fanzheng) y promovió su culto a la personalidad como lo hizo Mao Zedong, lo que provocó la preocupación de una nueva Revolución Cultural. Por otro lado, la manipulación de los datos económicos por parte del gobierno chino, como inflar las cifras del PIB a lo largo de los años, también es una preocupación importante.
La violación de los derechos humanos se ha agravado. En julio de 2015, cientos de abogados chinos y activistas de derechos humanos en todo el país fueron detenidos o arrestados durante la represión 709. Las protestas masivas en Hong Kong, así como los Campamentos de reeducación de Xinjiang, en los que se detiene a más de un millón de uigures y otras minorías étnicas, recibieron gran atención y cobertura de los medios de todo el mundo. La Ley de Seguridad Nacional de Hong Kong, publicada el 30 de junio de 2020, recibió una amplia atención y generó una preocupación considerable en todo el mundo.
Después de que Xi llegó al poder, el Partido Comunista junto con el gobierno chino han fortalecido significativamente su censura de internet y han reforzado su control sobre el entorno de internet chino, bloqueando el acceso a muchos sitios web extranjeros y aplicaciones móviles que utilizan el "Gran Cortafuegos". Al mismo tiempo, se ha reclutado a un gran número de miembros del "Partido de los 50 centavos" para "guiar" las narraciones en línea en todo el mundo a favor del Partido y el Gobierno. El sistema de vigilancia y el "Sistema de crédito social chino" monitorean a toda la población en China.
En 2019-2020, el manejo del brote del nuevo coronavirus (COVID-19) en China y su relación con la Organización Mundial de la Salud (OMS) fueron bastante controvertidos. Ha habido una gran cantidad de teorías de conspiración e información errónea relacionada con COVID-19, incluido el origen del virus.